# Collioure
Pour le vin, voir collioure (AOC).
Collioure [kɔljuʁ]  (en catalan : Cotlliure),  en Pays Catalan, est une commune française située sur le littoral méditerranéen du département des Pyrénées-Orientales. Sur le plan historique et culturel, la commune est dans le Roussillon, une ancienne province du royaume de France, qui a existé de 1659 jusqu'en 1790 et qui recouvrait les trois vigueries du Roussillon, du Conflent et de Cerdagne.
Exposée à un climat océanique altéré, elle est drainée par le Ravaner et par deux autres cours d'eau, le Duy et le Coma Xeric . La commune possède un patrimoine naturel remarquable : un site Natura 2000 (la « côte rocheuse des Albères »), un espace protégé (le « Pla de Las Forques ») et huit zones naturelles d'intérêt écologique, faunistique et floristique.
Collioure est une commune rurale et littorale. Elle fait partie de la Communauté de Communes Albères Côte Vermeille Illibéris. Ses habitants sont appelés les Colliourencs ou  Colliourencques.
Au dernier recensement de 2022, la commune comptait 2 637 habitants.
La commune est célèbre pour son site géographique et son patrimoine, qui a séduit de nombreux artistes.
En 2024, la commune a été élue comme étant le « village préféré des Français » lors de l'émission Le Village préféré des Français diffusée sur France 3 et présentée par Stéphane Bern.

## Géographie

### Localisation
La commune de Collioure se trouve dans le département des Pyrénées-Orientales, en région Occitanie.
Elle se situe à 24 km à vol d'oiseau de Perpignan, préfecture du département, à 27 km de Céret, sous-préfecture, et à 5 km d'Argelès-sur-Mer, bureau centralisateur du canton de la Côte Vermeille dont dépend la commune depuis 2015 pour les élections départementales.
La commune fait en outre partie du bassin de vie de Saint-Cyprien.
Les communes les plus proches sont :
Port-Vendres (2,2 km), Argelès-sur-Mer (5,2 km), Banyuls-sur-Mer (6,2 km), Saint-André (9,3 km), Sorède (10,2 km), Latour-Bas-Elne (11,0 km), Palau-del-Vidre (11,1 km), Cerbère (11,4 km).
Sur le plan historique et culturel, Collioure fait partie de l'ancienne province du royaume de France, le Roussillon, qui a existé de 1659 jusqu'à la création du département des Pyrénées-Orientales en 1790 et qui recouvrait les trois vigueries du Roussillon, du Conflent et de Cerdagne.
Collioure est entourée, des communes (en commençant par l'est, puis dans le sens des aiguilles d'une montre) de Port-Vendres, Banyuls-sur-Mer et Argelès-sur-Mer.

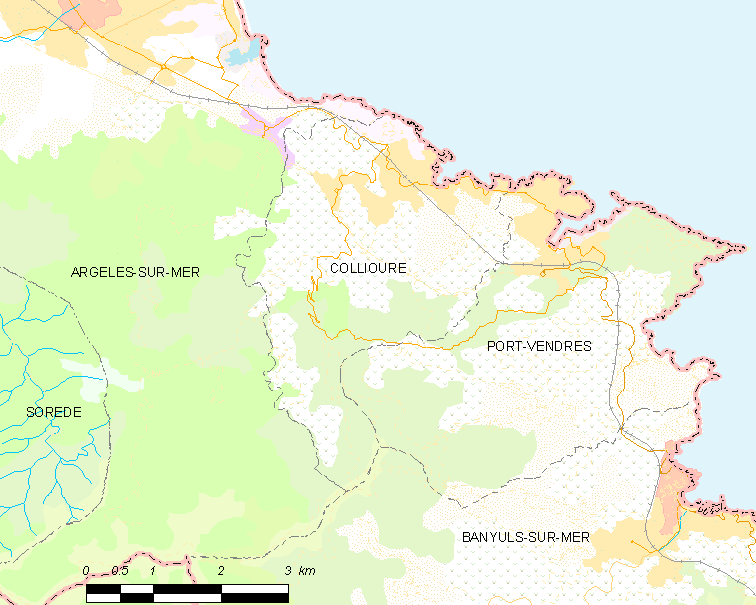
Situation de la commune.

| Argelès-sur-Mer | Mer Méditerranée              | Mer Méditerranée |
| Argelès-sur-Mer | Collioure                     | Port-Vendres     |
| Argelès-sur-Mer | Banyuls-sur-Mer, Port-Vendres | Port-Vendres     |

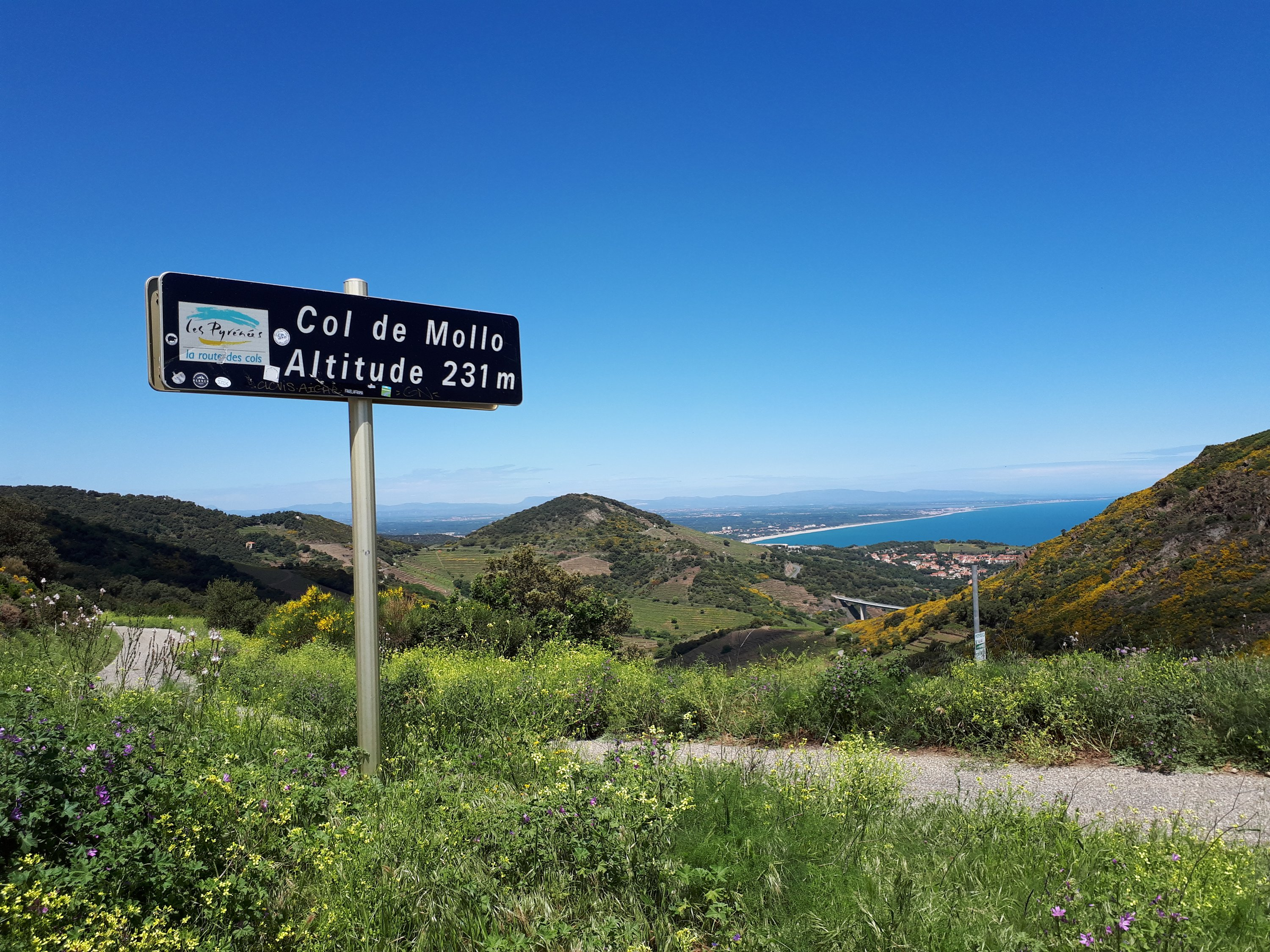
Le col de Mollo sur la route D 86 au-dessus de Collioure, à la limite entre la commune de Collioure et la commune de Port-Vendres. Au loin en bas : la ville de Collioure.
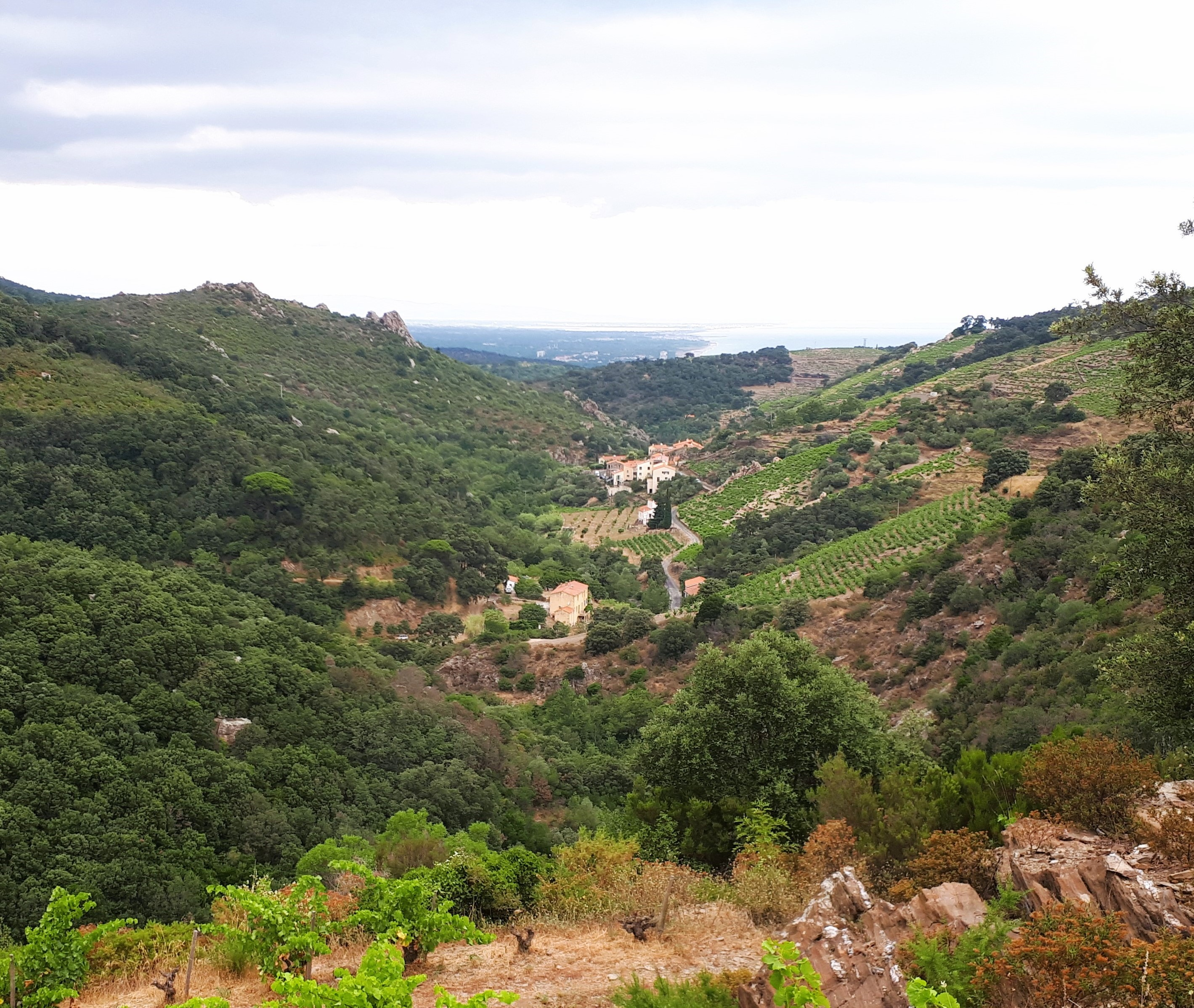
Le hameau du Rimbau, vue vers le nord. La limite de la commune passe le long du fond de la vallée, avec la commune d'Argelès-sur-Mer à gauche.

### Géologie et relief

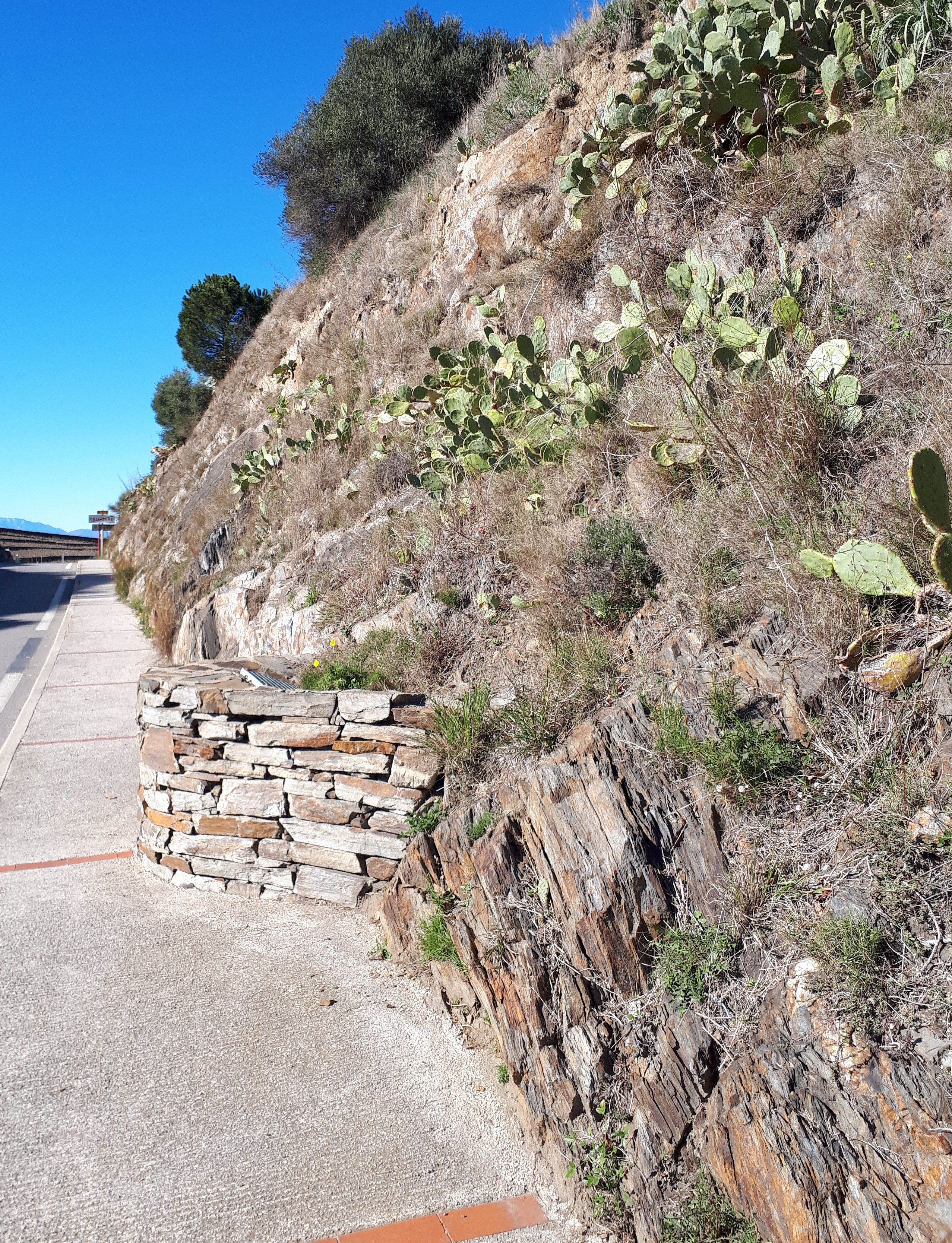
De nombreuses formations géologiques de Collioure ont plus de 500 millions d'années et présentent une schistosité marquée, comme dans cet affleurement le long de la route D114, en haut de la ville.

La commune est classée en zone de sismicité 3, correspondant à une sismicité modérée.

### Hydrographie

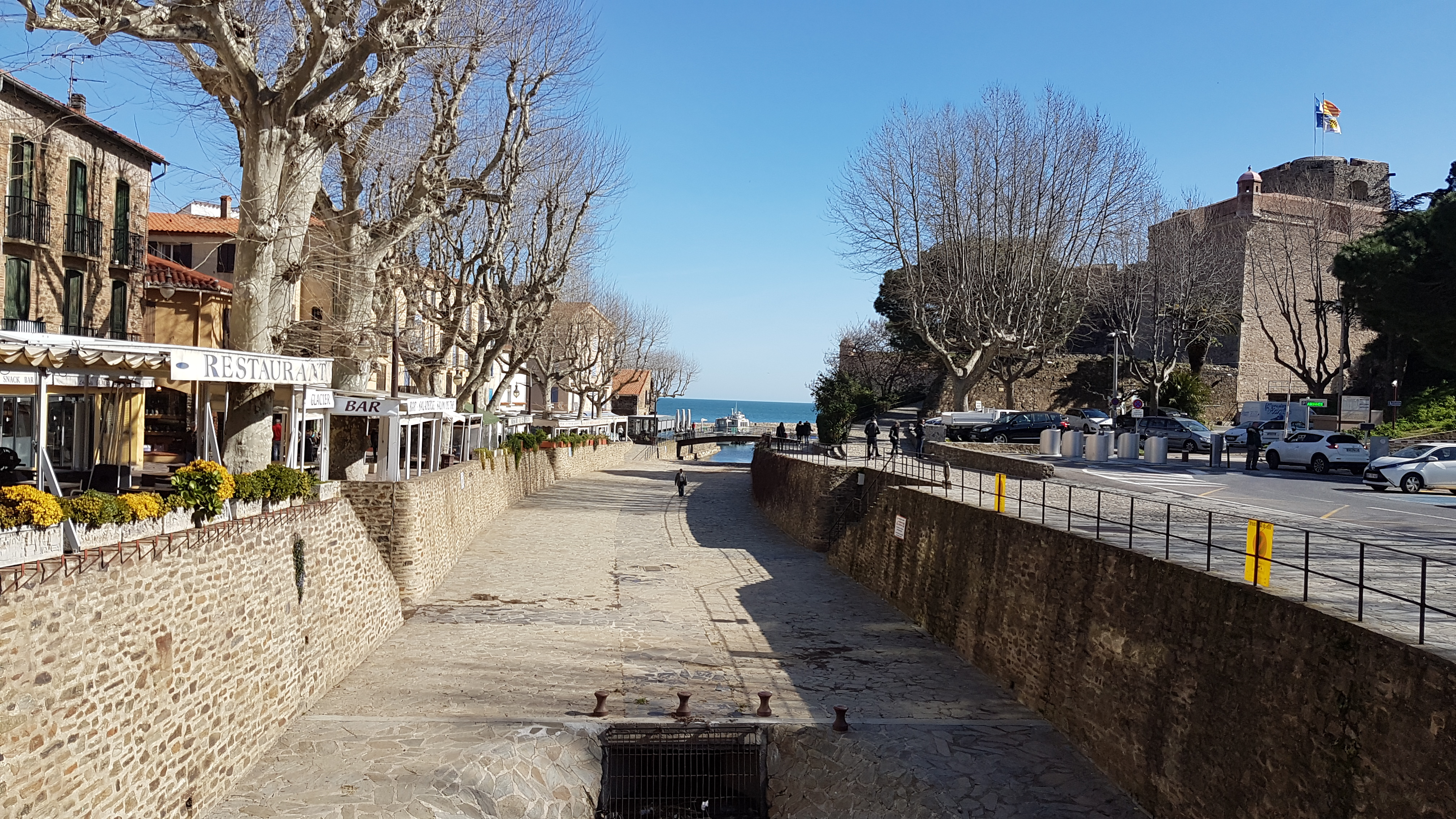
Le Dui, dans le centre-ville.

La ville de Collioure est traversée par plusieurs torrents : le Douy (ou Dui), le Coma Xeric, le Correc d'en Baus, le Ravaner (formant la limite avec Argelès-sur-Mer), venant des montagnes alentour et des fossés des vignes. Ils ne coulent en général que lorsque des pluies arrosent la région ; de ce fait ils sont régulièrement à sec et leur lit sert de parcs de stationnement et de rues (comme le Coma Xeric, le Dui, les ruisseaux de la Cadenisse/Caganisse et du Cagareil dans la rue Voltaire). Mais il arrive qu'ils débordent lors d'orages, inondant les maisons voisines et emportant des véhicules dans le port.

### Climat
Pour des articles plus généraux, voir Climat de l'Occitanie et Climat des Pyrénées-Orientales.
En 2010, le climat de la commune est de type climat méditerranéen altéré, selon une étude du CNRS s'appuyant sur une série de données couvrant la période 1971-2000. En 2020, Météo-France publie une typologie des climats de la France métropolitaine dans laquelle la commune est exposée à un climat méditerranéen et est dans la région climatique Provence, Languedoc-Roussillon, caractérisée par une pluviométrie faible en été, un très bon ensoleillement (2 600 h/an), un été chaud (21,5 °C), un air très sec en été, sec en toutes saisons, des vents forts (fréquence de 40 à 50 % de vents > 5 m/s) et peu de brouillards.
Pour la période 1971-2000, la température annuelle moyenne est de 15,5 °C, avec une amplitude thermique annuelle de 15,1 °C. Le cumul annuel moyen de précipitations est de 776 mm, avec 5,3 jours de précipitations en janvier et 2,7 jours en juillet. Pour la période 1991-2020, la température moyenne annuelle observée sur la station météorologique la plus proche, située sur la commune du Perthus à 19 km à vol d'oiseau, est de 15,4 °C et le cumul annuel moyen de précipitations est de 849,6 mm,. Pour l'avenir, les paramètres climatiques de la commune estimés pour 2050 selon différents scénarios d’émission de gaz à effet de serre sont consultables sur un site dédié publié par Météo-France en novembre 2022.

### Milieux naturels et biodiversité

#### Espaces protégés
La protection réglementaire est le mode d’intervention le plus fort pour préserver des espaces naturels remarquables et leur biodiversité associée,.
Dans ce cadre, la commune fait partie.
Un espace protégé est présent sur la commune :
le « Pla de Las Forques », un terrain acquis par le Conservatoire du Littoral, d'une superficie de 10,9 ha,.

#### Réseau Natura 2000

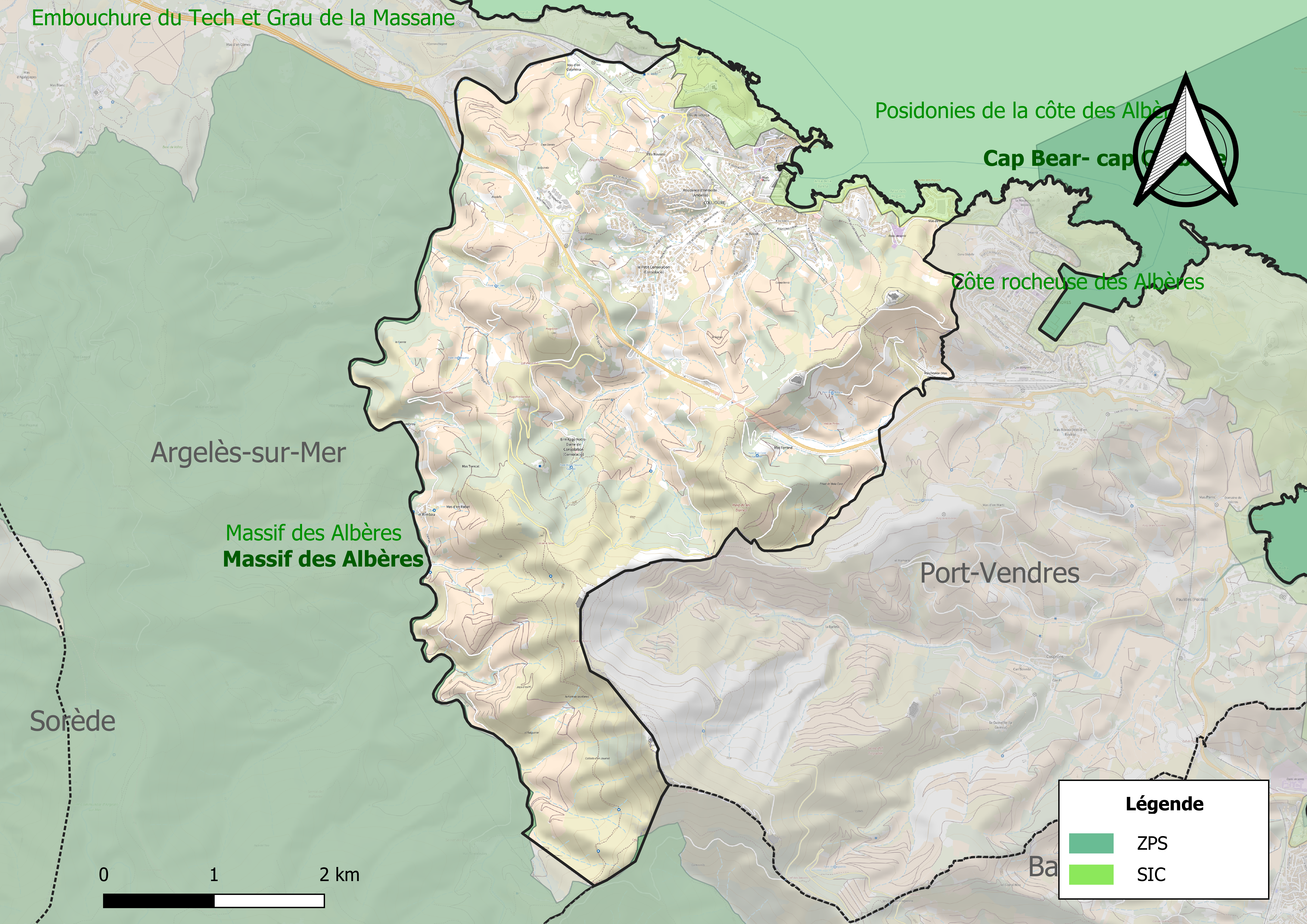
Site Natura 2000 sur le territoire communal.

Le réseau Natura 2000 est un réseau écologique européen de sites naturels d'intérêt écologique élaboré à partir des directives habitats et oiseaux, constitué de zones spéciales de conservation (ZSC) et de zones de protection spéciale (ZPS).
Un site Natura 2000 a été défini sur la commune au titre de la directive habitats : la « côte rocheuse des Albères », d'une superficie de 536 ha, un site remarquable de falaises maritimes schisteuses, riches en espèces endémiques, et correspondant à des associations spécifiques du Roussillon et de la Catalogne.

#### Zones naturelles d'intérêt écologique, faunistique et floristique
L’inventaire des zones naturelles d'intérêt écologique, faunistique et floristique (ZNIEFF) a pour objectif de réaliser une couverture des zones les plus intéressantes sur le plan écologique, essentiellement dans la perspective d’améliorer la connaissance du patrimoine naturel national et de fournir aux différents décideurs un outil d’aide à la prise en compte de l’environnement dans l’aménagement du territoire.
Sept ZNIEFF de type 1 sont recensées sur la commune :
- la « colline du Fort Saint-Elme à Collioure » (97 ha), couvrant 2 communes du département[25] ;
- la « crête de Madeloc » (285 ha), couvrant 3 communes du département[26] ;
- la « crête du pic de la Grange » (68 ha), couvrant 2 communes du département[27] ;
- les « falaises dels Reguers » (2 ha)[28] ;
- les « falaises du Racou à Collioure » (31 ha), couvrant 2 communes du département[29] ;
- « Notre Dame de la Consolation » (1 ha)[30] ;
- le « vallon El Ravaner » (19 ha), couvrant 2 communes du département[31] ;

et une ZNIEFF de type 2, :
les « versants littoraux et côte rocheuse des Albères » (7 986 ha), couvrant 5 communes du département.

Carte des ZNIEFF de type 1 et 2 à Collioure.
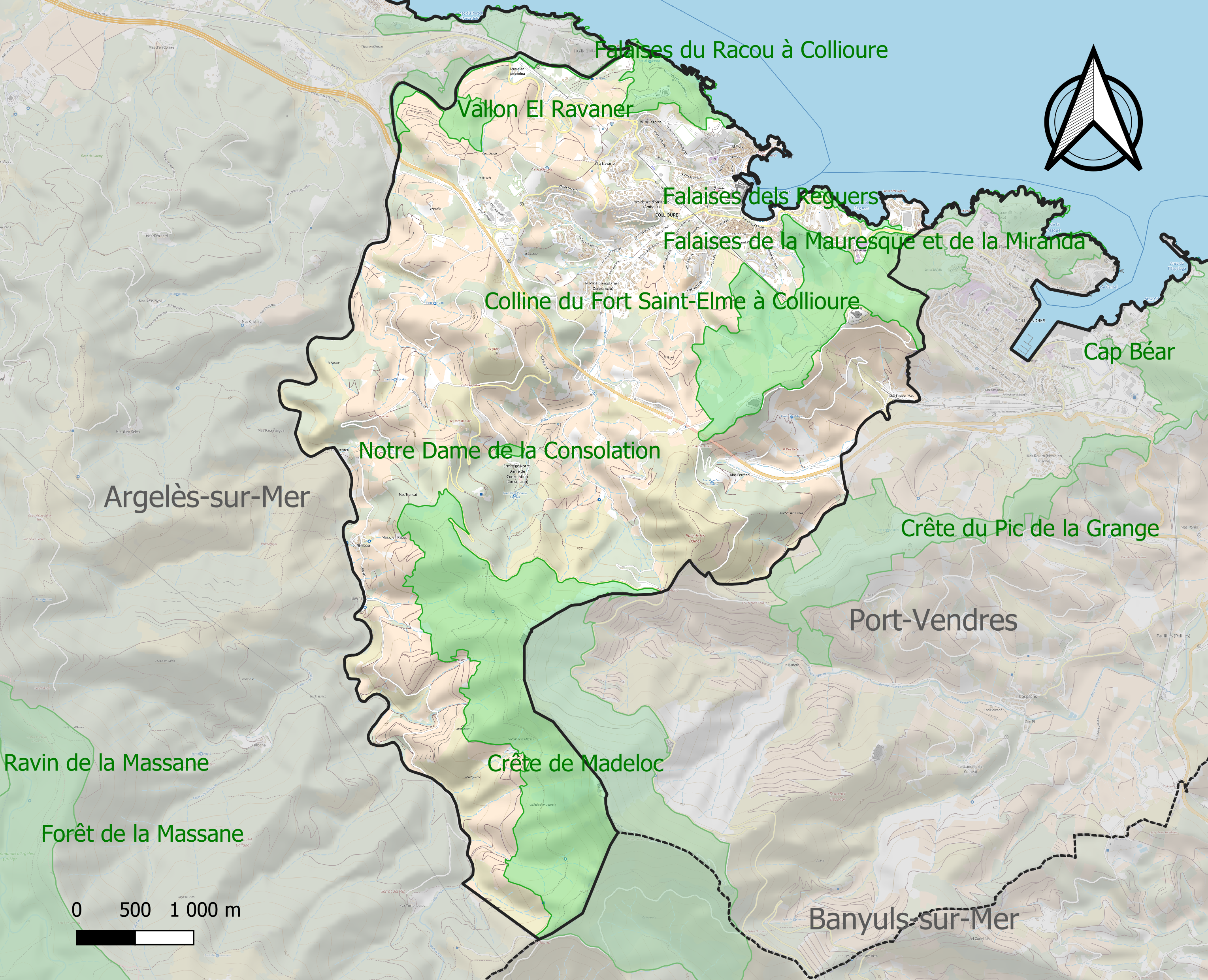
Carte des ZNIEFF de type 1 sur la commune.
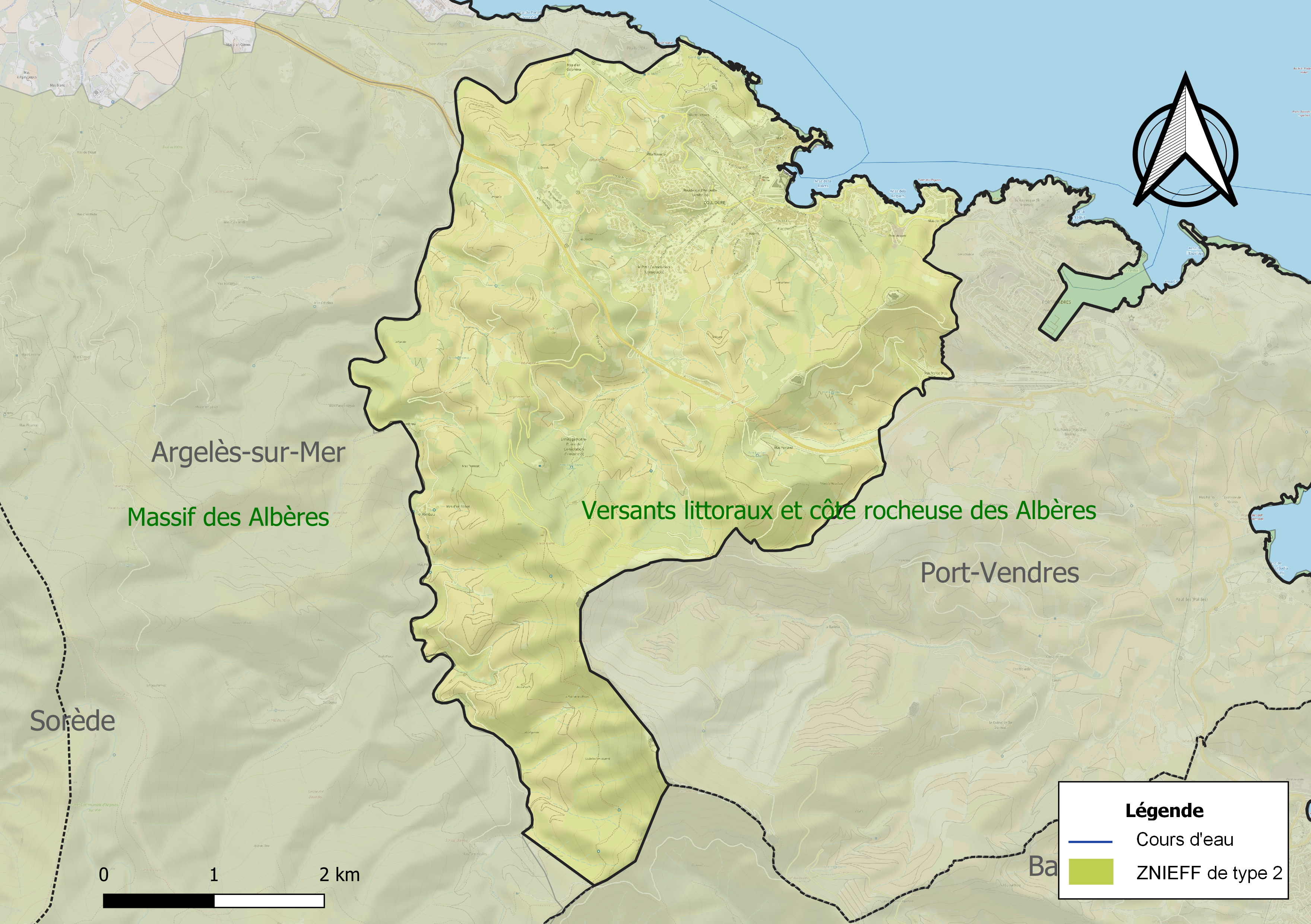
Carte de la ZNIEFF de type 2 sur la commune.

## Urbanisme

### Typologie
Au 1er janvier 2024, Collioure est catégorisée bourg rural, selon la nouvelle grille communale de densité à sept niveaux définie par l'Insee en 2022.
Elle appartient à l'unité urbaine de Saint-Cyprien, une agglomération intra-départementale regroupant quatorze  communes, dont elle est une commune de la banlieue,,. La commune est en outre hors attraction des villes,.
La commune, bordée par la mer Méditerranée, est également une commune littorale au sens de la loi du 3 janvier 1986, dite loi littoral. Des dispositions spécifiques d’urbanisme s’y appliquent dès lors afin de préserver les espaces naturels, les sites, les paysages et l’équilibre écologique du littoral, comme le principe d'inconstructibilité, en dehors des espaces urbanisés, sur la bande littorale des 100 mètres, ou plus si le plan local d’urbanisme le prévoit.

### Occupation des sols
L'occupation des sols de la commune, telle qu'elle ressort de la base de données européenne d’occupation biophysique des sols Corine Land Cover (CLC), est marquée par l'importance des territoires agricoles (56,9 % en 2018), une proportion sensiblement équivalente à celle de 1990 (57,5 %). La répartition détaillée en 2018 est la suivante :
cultures permanentes (49 %), milieux à végétation arbustive et/ou herbacée (22,5 %), zones urbanisées (11,8 %), zones agricoles hétérogènes (7,9 %), forêts (5,5 %), espaces verts artificialisés, non agricoles (3,2 %), zones industrielles ou commerciales et réseaux de communication (0,1 %). L'évolution de l’occupation des sols de la commune et de ses infrastructures peut être observée sur les différentes représentations cartographiques du territoire : la carte de Cassini (XVIIIe siècle), la carte d'état-major (1820-1866) et les cartes ou photos aériennes de l'IGN pour la période actuelle (1950 à aujourd'hui).

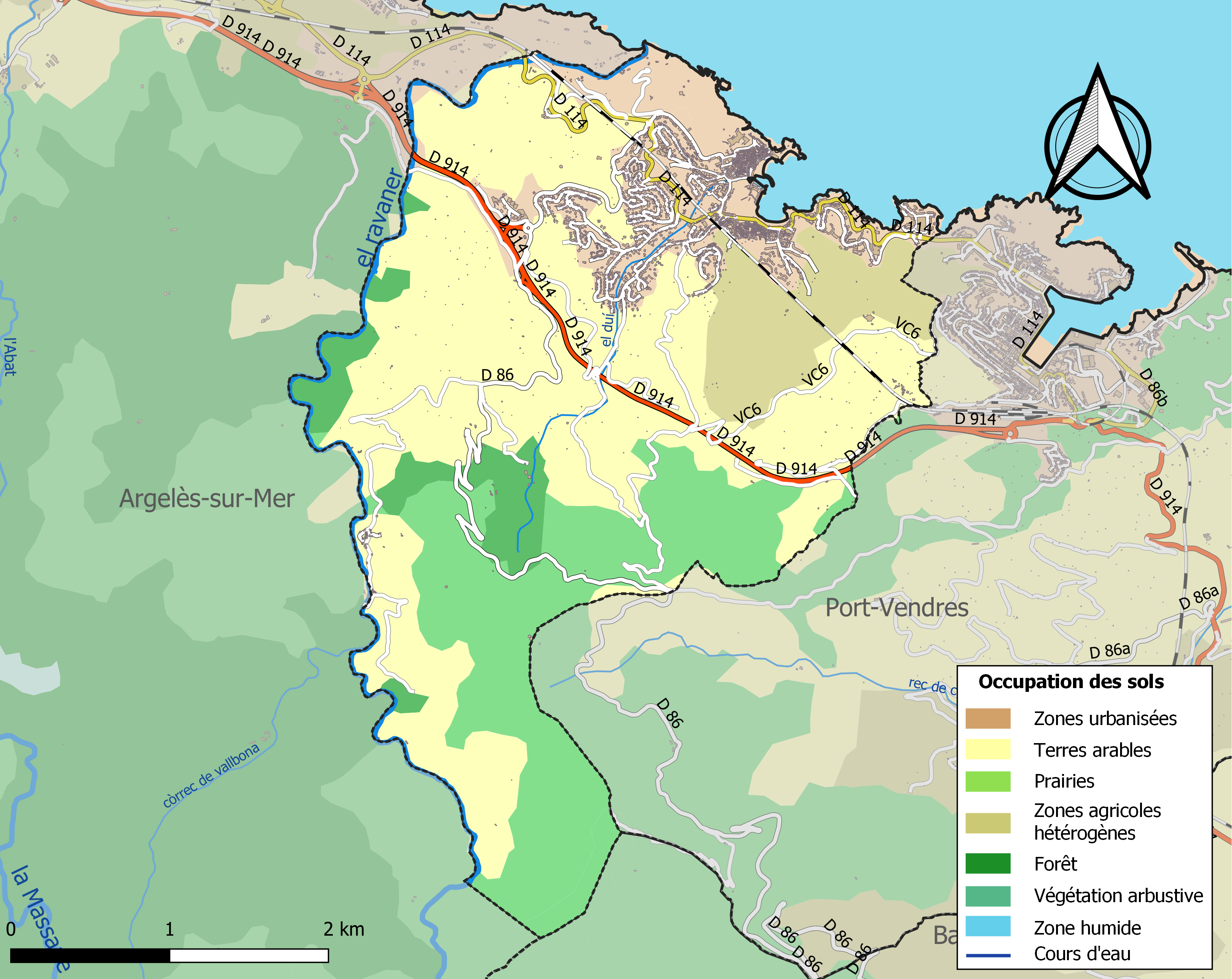
Carte des infrastructures et de l'occupation des sols de la commune en 2018 (CLC).

### Voies de communication et transports

#### Voies routières
Collioure est contournée à l'ouest par la route départementale 914, anciennement route nationale 114, aménagée en route express dans les années 1990 (auparavant, la route traversait l'agglomération). Cette route départementale, qui constitue l'axe routier majeur de la Côte Vermeille, permet au nord l'accès à Elne et Perpignan, et au sud à Port-Vendres, Banyuls-sur-Mer, Cerbère, puis la frontière espagnole.

#### Voies ferroviaires
La ville est desservie par la SNCF en gare de Collioure, point d'arrêt sur la ligne ferroviaire Narbonne - Portbou. Des trains TER Occitanie et Intercités y marquent l'arrêt, assurant des liaisons vers Cerbère et Portbou au sud, Perpignan, Narbonne (entre autres) au nord.

#### Transports
La ligne 540 du réseau régional liO relie la commune à la gare de Perpignan et à Cerbère.

### Risques majeurs
Le territoire de la commune de Collioure est vulnérable à différents aléas naturels : inondations, climatiques (grand froid ou canicule), feux de forêts, mouvements de terrains et séisme (sismicité modérée). Il est également exposé à un risque technologique, le transport de matières dangereuses, et à un risque particulier, le risque radon,.

#### Risques naturels
Certaines parties du territoire communal sont susceptibles d’être affectées par le risque d’inondation par crue torrentielle de cours d'eau. La commune fait partie du territoire à risques importants d'inondation (TRI) de Perpignan-Saint-Cyprien, regroupant 43 communes du bassin de vie de l'agglomération perpignanaise, un des 31 TRI qui ont été arrêtés le 12 décembre 2012 sur le bassin Rhône-Méditerranée. Des cartes des surfaces inondables ont été établies pour trois scénarios : fréquent (crue de temps de retour de 10 ans à 30 ans), moyen (temps de retour de 100 ans à 300 ans) et extrême (temps de retour de l'ordre de 1 000 ans, qui met en défaut tout système de protection). Du fait de son exposition marine, la commune est soumise également à un risque d'effondrement de falaise et de submersion marine, due à l'action conjuguée de la montée des eaux par surélévation du plan d’eau lors des tempêtes attaquant la côte et de l’action dynamique de la houle. À ce titre, la commune fait partie des 126 communes jugées en 2022 prioritaires au niveau national en matière de vulnérabilité à la submersion marine et devra réaliser la cartographie de l'évolution du trait de côte à 30 et 100 ans. Dans les zones exposées à l'horizon de 30 ans, les nouvelles constructions seront interdites, mais avec des exceptions pour l'extension de bâtiments existants ou l'installation de services publics et de nouvelles activités économiques nécessitant la proximité immédiate de la mer,.
Les mouvements de terrains susceptibles de se produire sur la commune sont soit des mouvements liés au retrait-gonflement des argiles, soit des glissements de terrains, soit des chutes de blocs. Une cartographie nationale de l'aléa retrait-gonflement des argiles permet de connaître les sols argileux ou marneux susceptibles vis-à-vis de ce phénomène.
Ces risques naturels sont pris en compte dans l'aménagement du territoire de la commune par le biais d'un plan de prévention des risques inondations et mouvements de terrains.

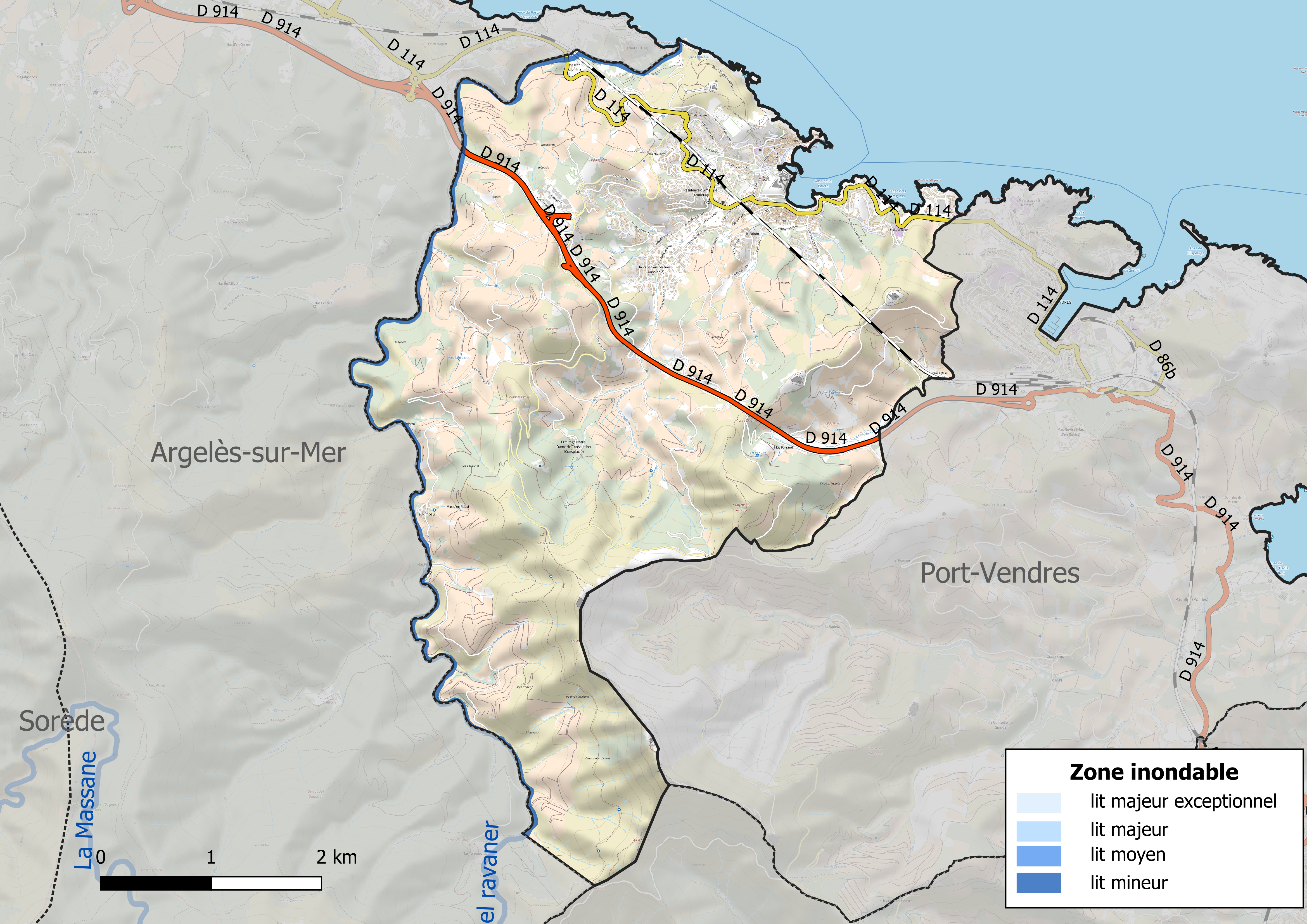
Carte des zones inondables.
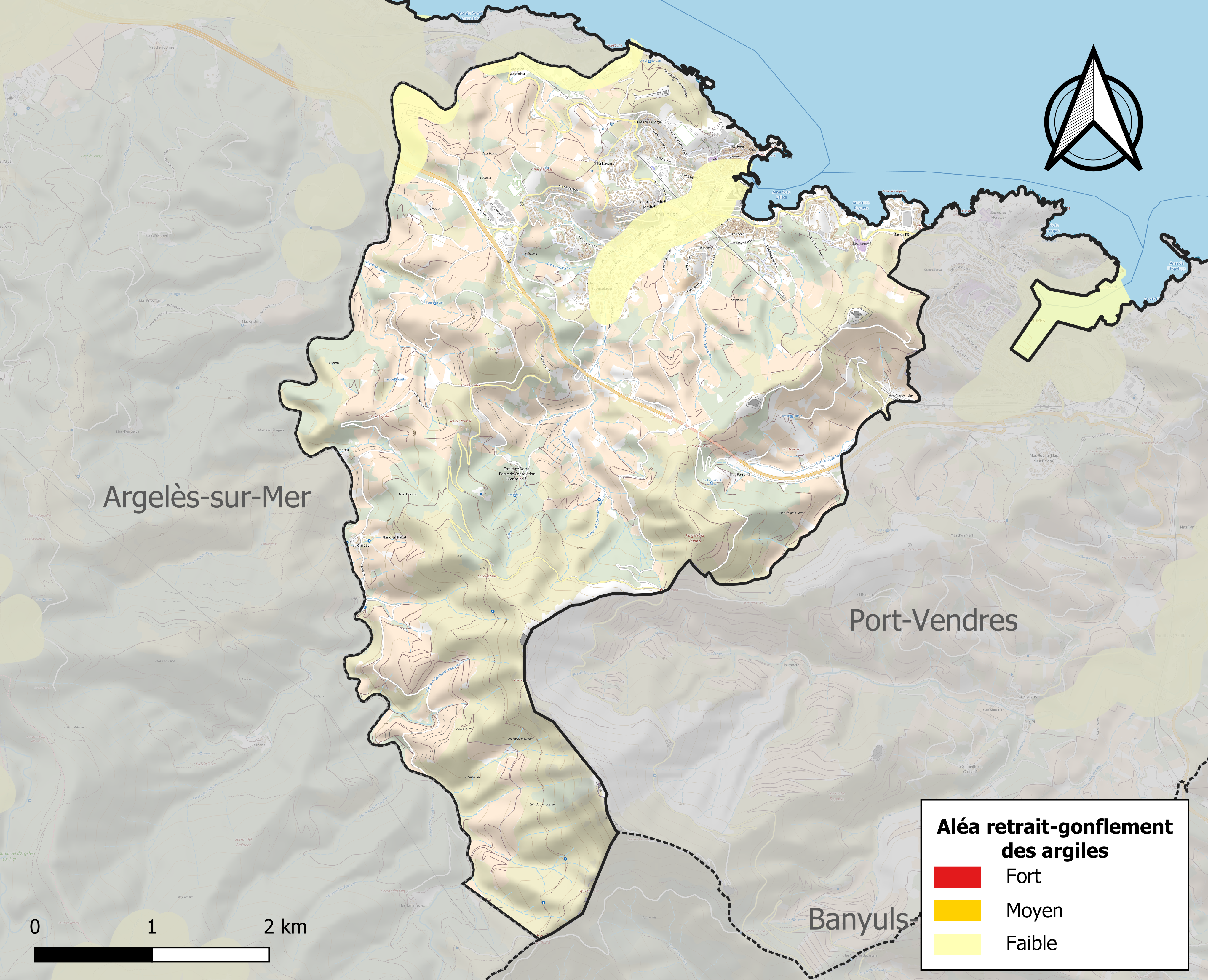
Carte des zones d'aléa retrait-gonflement des argiles.

#### Risques technologiques
Le risque de transport de matières dangereuses sur la commune est lié à sa traversée par une route à fort trafic et une ligne de chemin de fer. Un accident se produisant sur de telles infrastructures est en effet susceptible d’avoir des effets graves au bâti ou aux personnes jusqu’à 350 m, selon la nature du matériau transporté. Des dispositions d’urbanisme peuvent être préconisées en conséquence.

#### Risque particulier
Dans plusieurs parties du territoire national, le radon, accumulé dans certains logements ou autres locaux, peut constituer une source significative d’exposition de la population aux rayonnements ionisants. Toutes les communes du département sont concernées par le risque radon à un niveau plus ou moins élevé. Selon la classification de 2018, la commune de Collioure est classée en zone 2, à savoir zone à potentiel radon faible mais sur lesquelles des facteurs géologiques particuliers peuvent faciliter le transfert du radon vers les bâtiments.

## Toponymie
En catalan, le nom de la commune est Cotlliure [kuʎˈʎiwrə].
Il apparaît dès le VIIe siècle sous la forme Caucholiberi et, dans un manuscrit de Julien II de Tolède, Castrum Caucoliberi. La forme évolue ensuite, le village étant nommé surtout Cochliure ou Cocliure (XIIIe et XIVe siècles), peu à peu supplantées par Copliure ou Cobliure et, au XIXe siècle, Cotlliure. En français, il est nommé Coulieure en 1481. Le nom Saint-Michel a également été proposé en 1475, à l'époque où le Roussillon faisait partie du royaume de France.
L'origine du nom de la commune provient de deux mots : Kauk et Illiberre. Kauk est une racine pré-latine, ibère ou basque, qui porte l'idée de forme arrondie, parfois utilisée pour désigner des baies ou anses de bord de mer. Illiberre ou Illiberis est l'ancien nom de l'actuelle Elne, une commune située une douzaine de kilomètres au nord-ouest de Collioure, qui était déjà une cité réputée au VIe siècle av. J.-C. Le nom de Collioure signifie donc « le port d'Illiberis », avec l'idée d'une baie, ce qui correspond à l'actuelle configuration des lieux, le vieux port de Collioure se trouvant au fond d'une anse arrondie.
Il est intéressant de noter que même si le deuxième élément du nom, lliure, provient de Illiberre, il signifie aussi libre en français. Ce qui a conduit certains scribes à interpréter le toponyme comme étant Cot + libre, et ainsi utiliser des latinisations fantaisistes telle que Caucholiberi au VIIe siècle.
- VIIe siècle : Caucholiberi
- XIIIe et XIVe siècles : Cochliure ou Cocliure
- Copliure ou Cobliure
- XIXe siècle, Cotlliure

## Histoire

### Préhistoire
Le site de Collioure était déjà occupé par les hommes préhistoriques, si l’on en croit les divers dolmens recensés : près du hameau du Rimbau (assez bien conservé) au col del Molló (ruiné) et sans doute au lieu-dit l’Arqueta.

### Antiquité
Le site de Collioure est occupé dès l'Antiquité, certains pensent qu'il pourrait s'agir de la localité de Pyrène (ville antique) que les textes anciens mentionnent.

### Moyen Âge

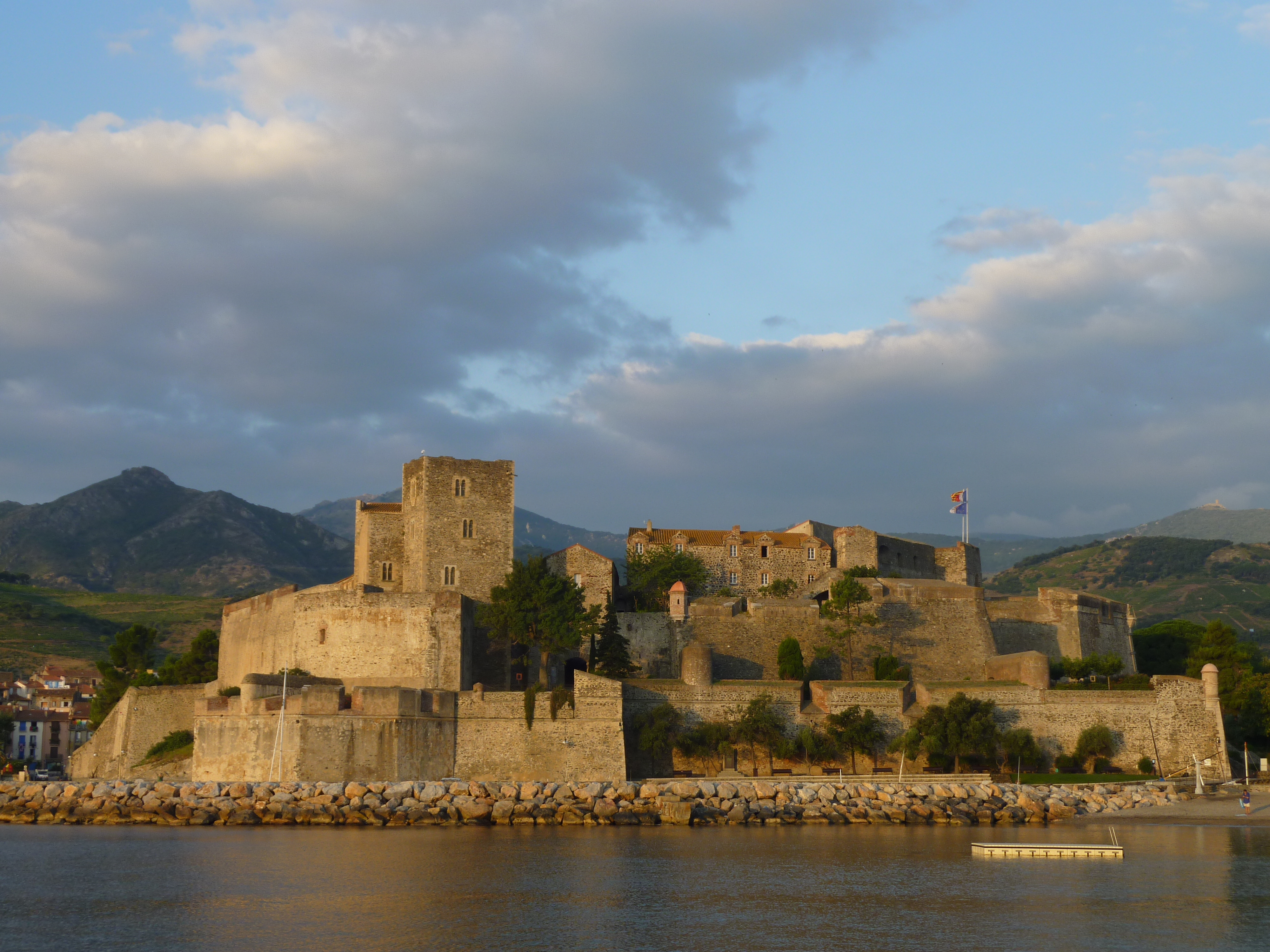
Château royal de Collioure.

Le château royal de Collioure est déjà cité en 673, preuve du rôle stratégique et commercial tenu par la cité à l’époque wisigothique.
Le château et la ville appartiennent ensuite aux comtes de Roussillon, puis aux divers rois qui se succèdent en Roussillon : rois d’Aragon de 1172 à 1276, puis rois de Majorque jusqu’en 1343, avant de revenir aux rois d’Aragon.
Sous le règne des rois de Majorque, ceux-ci accordent à la ville de nombreux privilèges, actés dans des édits promulgués en 1207, 1237, 1253, 1274, 1277, 1288 et 1295. Le château est entièrement reconstruit entre 1242 et 1280 au détriment d’une maison templière qui lui était accolée, devient résidence royale, la ville étant pour sa part le premier port du Roussillon.
Le commerce, surtout au temps des rois d’Aragon, y est intense : on exporte notamment des draps fins, de l’huile, du vin, des amandes, des noisettes, du bétail, des peaux et du fer. On importe des épices, de la garance, du pastel, de l'or, de l'argent et des esclaves.
Après le mariage des rois catholiques, Ferdinand V d’Aragon et Isabelle Ire de Castille, Collioure et le Roussillon tout entier passent sous la domination de la monarchie espagnole, sans qu’il y ait fusion centralisatrice.
La province est occupée de 1475 à 1481 par le roi de France Louis XI, qui fait bâtir des fortifications à Collioure, rebaptisée Saint-Michel, fortifications aujourd’hui dissimulées par les constructions postérieures. Son successeur, Charles VIII, rend le Roussillon à Ferdinand V, dont le successeur l’empereur Charles Quint renforce les fortifications de la ville. L'empereur décida la construction du fort Saint-Elme destiné à protéger les anses de Collioure et de Port-Vendres.

### Époque moderne

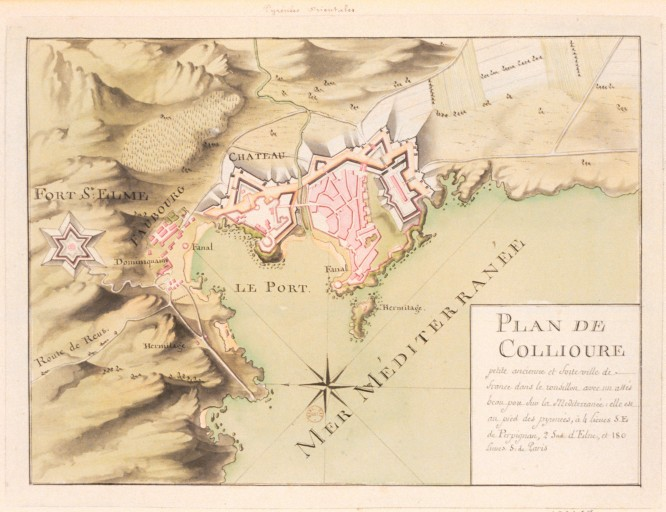
Plan de Collioure au XVIIIe siècle.

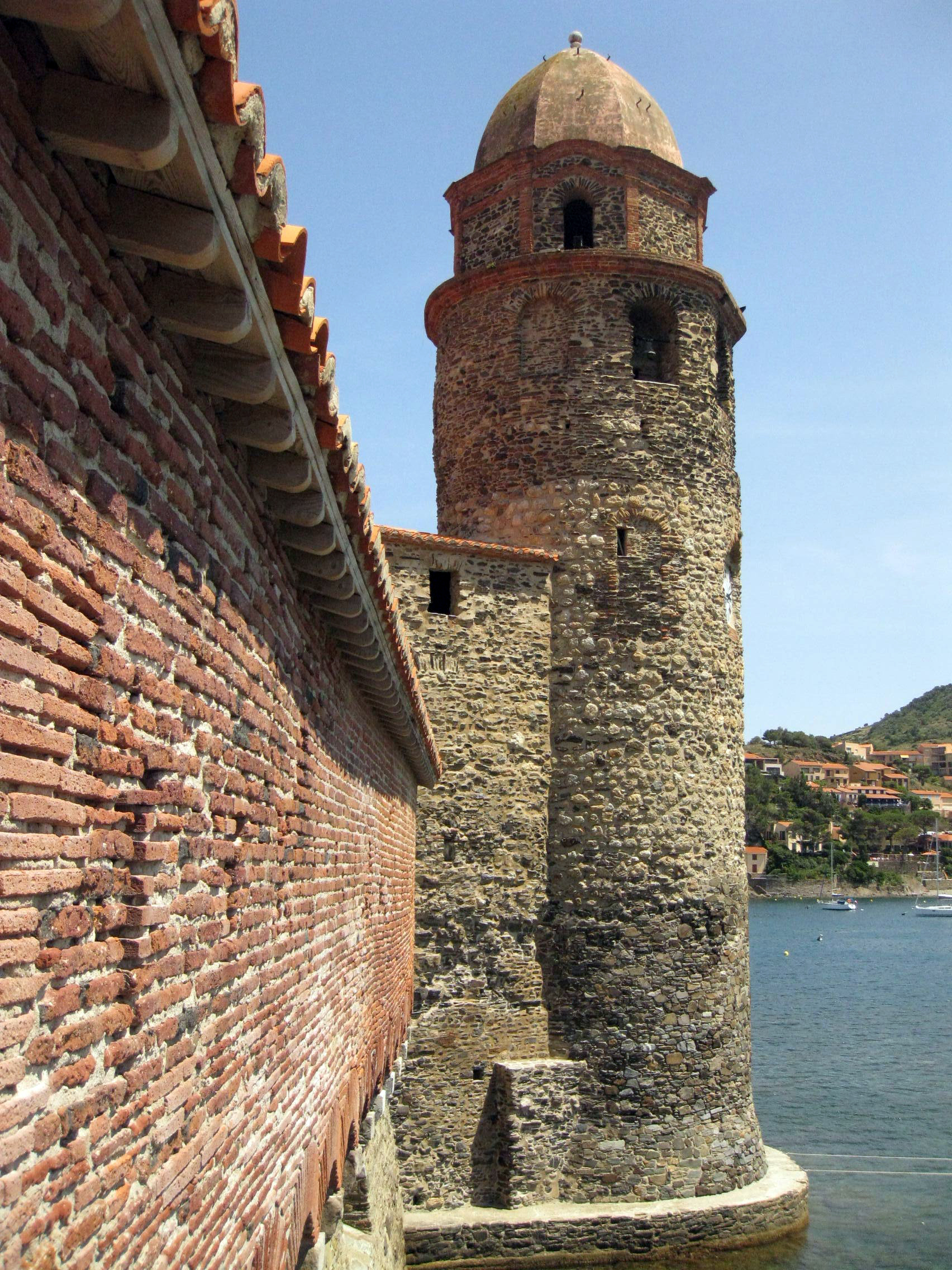
Le clocher de l'église du XVIIIe siècle.

En 1642, la ville est prise par les armées de Louis XIII, avant d’être annexée officiellement à la France en 1659 par le traité des Pyrénées sous Louis XIV. Les troupes françaises utilisent la plage de l'Ouille comme port de débarquement, attaquent par le Pla de las Fourques, prennent le fort Sainte-Thérèse puis le Château royal. Ils ont recours aux mortiers et à des mines de siège.

Le rôle stratégique de Collioure est redéfini par Vauban, qui voulant en faire une ville de garnison, rase la vieille ville pour accroître le château, fortifie le Pla de las Fourques (Fort carré et  Tour de l'Étoile) et réaménage les forts : Saint-Elme et le Miradou (anciennement fort Sainte-Thèrése). La population, menacée de déportation à Port-Vendres, obtient de reconstruire la ville à son emplacement actuel. L’église, dotée d’un clocher aménagé dans une ancienne tour de guet de l’époque majorquine, est consacrée au début du XVIIIe siècle.

Fortifications créées ou améliorées par Vauban.
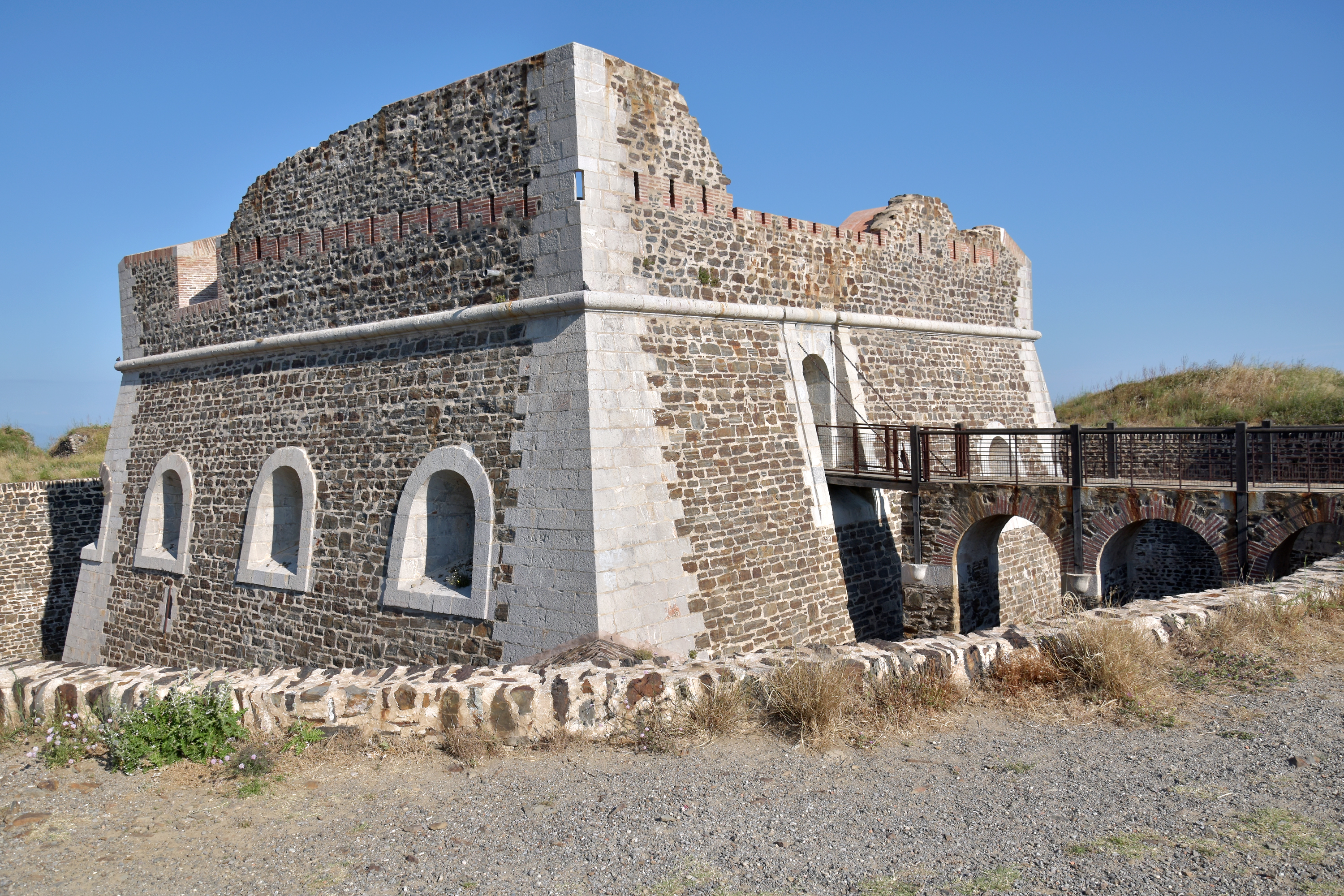
Le Fort Carré.
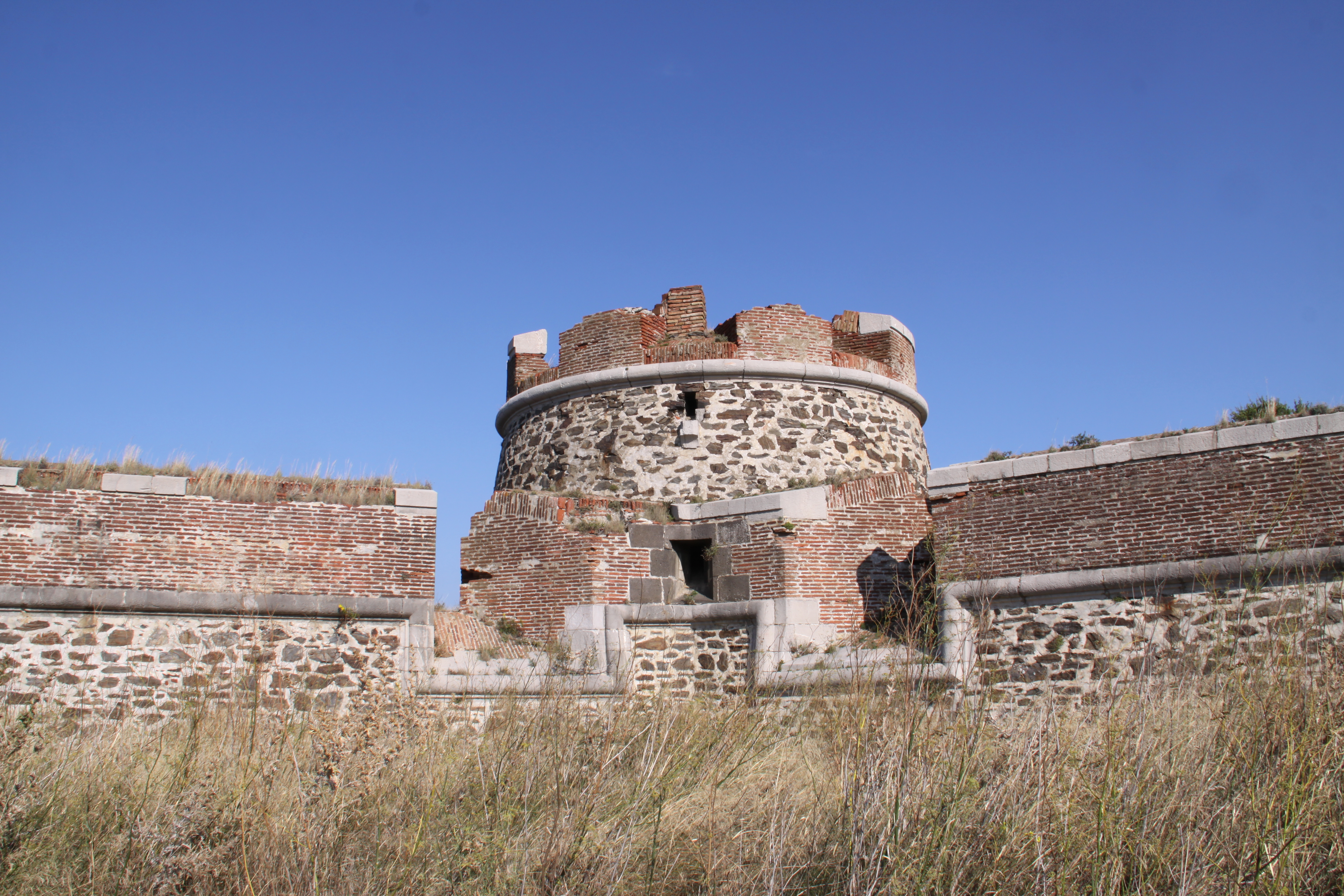
La Tour de l'Étoile.
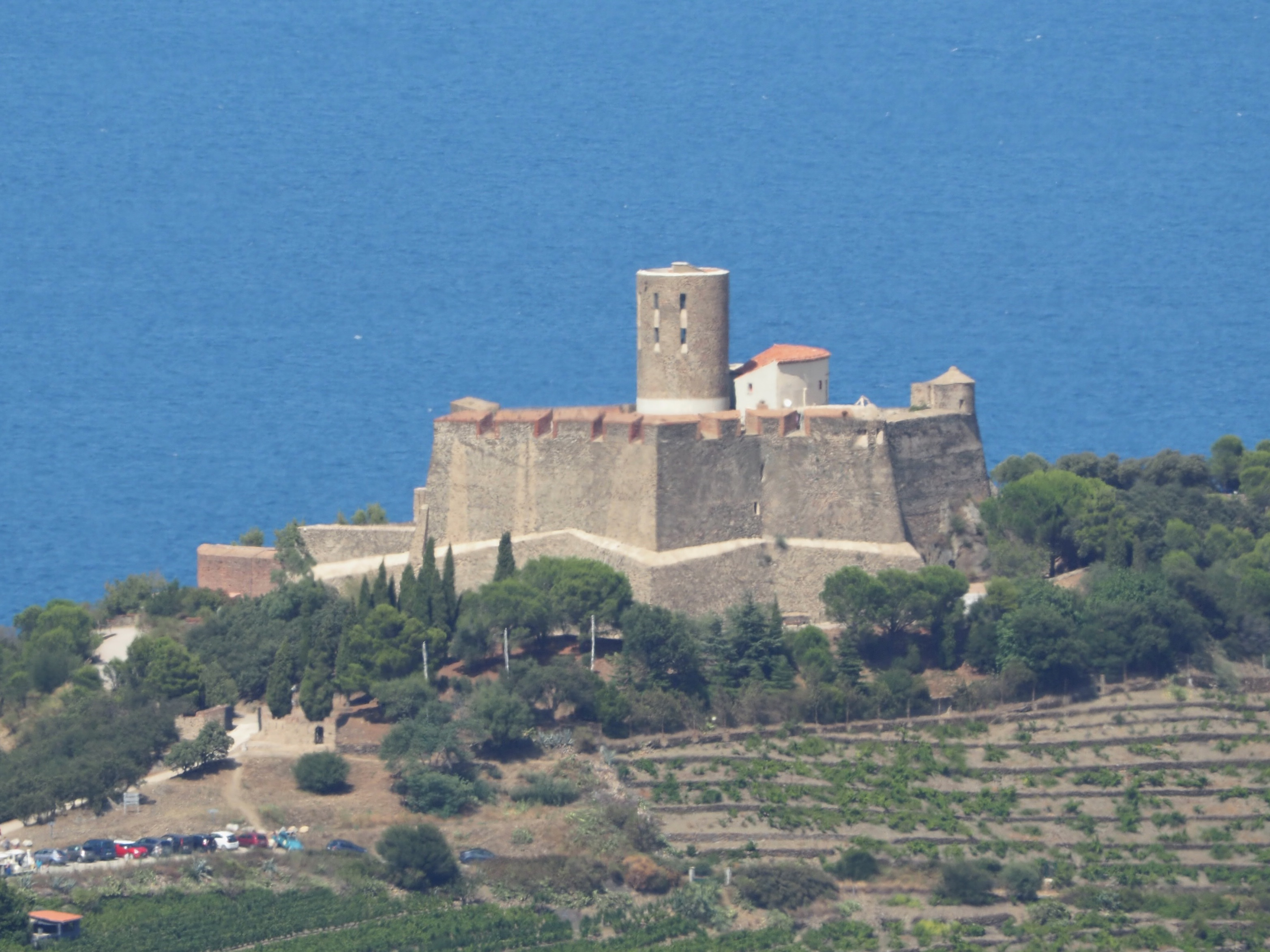
Le Fort Saint-Elme.
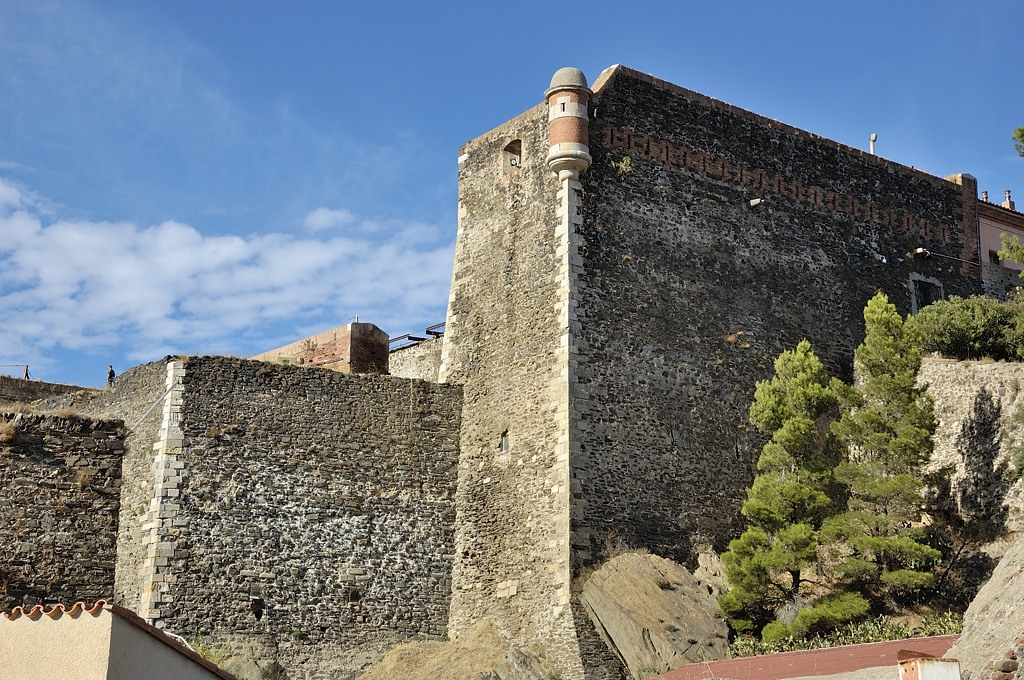
Le Fort Miradou.

### Révolution française
Au début de la Révolution (entre 1790 et 1794), Collioure annexe la commune éphémère de Fort-Saint-Elme.
En 1793, la ville est occupée par les troupes espagnoles, et reprise par le général Dugommier en mai 1794 après des combats très durs contre les troupes espagnoles et loyalistes au roi de France (Légion de la Reine).

### Époque contemporaine

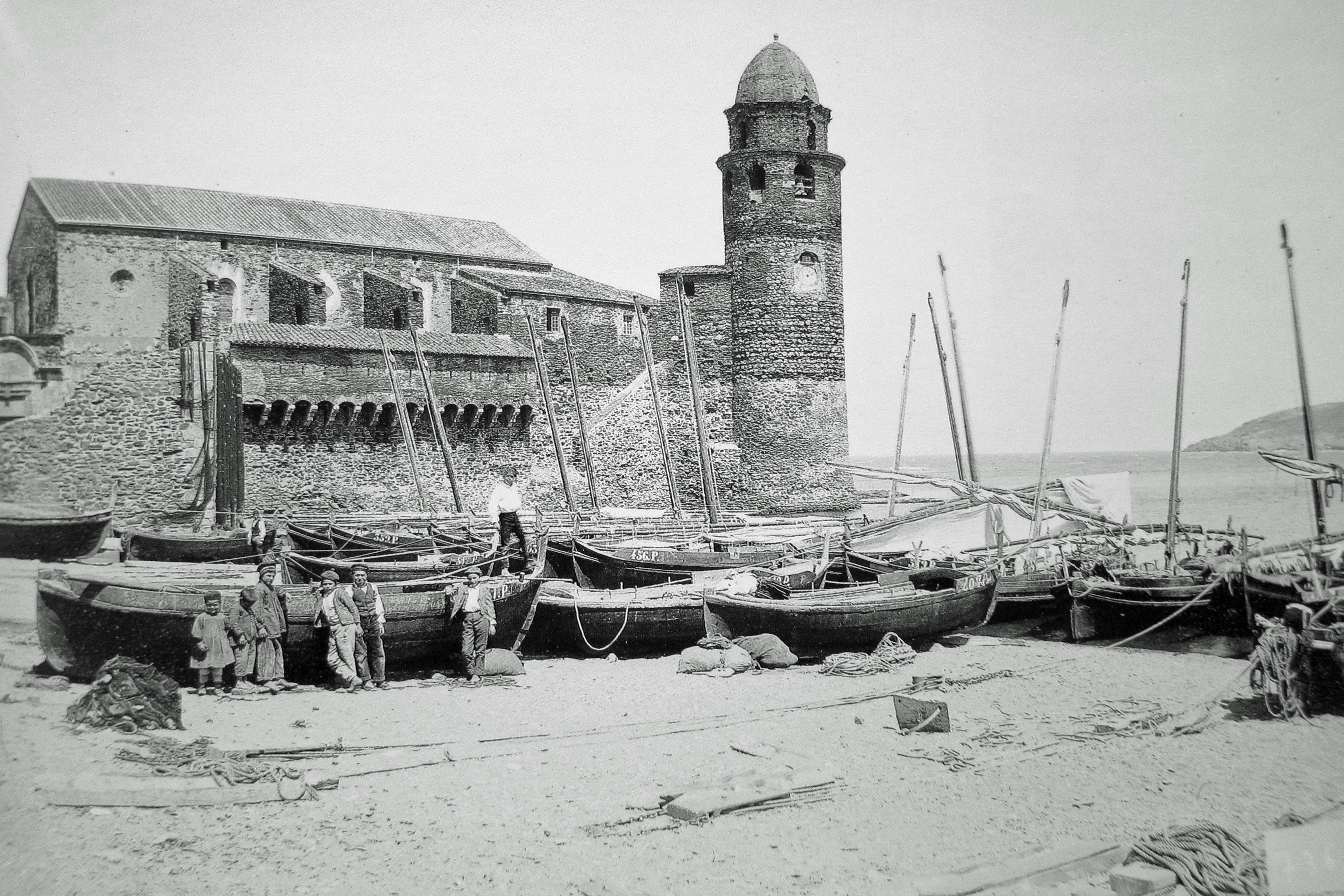
Barques de pêche devant l'église en 1883, par Georges Ancely.

La commune de Port-Vendres est créée le 23 avril 1823 à partir de territoires distraits des communes de Collioure et de Banyuls-sur-Mer.
Tout au long du XIXe siècle, on note un important essor économique lié à l’expansion de la pêche, succès des anchois de Collioure, et à la production viticole. Ce progrès s’essouffle cependant au début du XXe siècle : après un maximum de 3 846 habitants en 1857, on tombe à 2 830 habitants en 1901, soit une perte de 1 000 habitants en une cinquantaine d’années. Le développement de Port-Vendres y est sans doute pour beaucoup.
Le 21 janvier 1870, Collioure subit un événement climatique exceptionnel, observé par le botaniste Charles Naudin, et reçoit un mètre de neige en une journée. De nombreux vergers et plantations de chênes-lièges sont détruits.
Le Musée d'Art Moderne de Collioure a été créé par le peintre Jean Peské en 1934.
En 1939, avec la défaite du camp républicain durant la guerre d'Espagne, des centaines de milliers d’Espagnols se réfugient en France : c’est la Retirada. Les Républicains sont parqués dans des camps aux dimensions largement sous-évaluées. Une unité de cavalerie de l’armée populaire de la République espagnole arrivée entière y est internée en février, avant d’être transférée au camp d'Argelès. Le château est alors utilisé comme camp disciplinaire pour interner ceux considérés comme les plus dangereux. Certains communistes et anarchistes sont internés au « camp spécial » de Collioure, installé au château et commandé par un ancien légionnaire. Près de mille hommes passent par ce camp, comparable à un bagne et où les prisonniers sont traités comme des sous-hommes. Le traitement réservé aux Espagnols soulève un scandale, plus d’une centaine d’entre eux étant morts en quelques mois, avant qu’il ne ferme en décembre 1939 et qu’ils ne soient transférés au camp du Vernet. Le poète espagnol Antonio Machado se réfugie à Collioure, malade, en février 1939, et y meurt le 22.

Durant l'occupation allemande, un mur de béton armé (existant encore) est élevé sur la plage du faubourg, un canon est installé sur le balcon du château royal, d'autres sont installés au-dessus de la plage de la Balette avec un blockhaus et sur la route de Port-Vendres à Collioure. Des blockhaus, toujours visibles actuellement, sont aussi construits derrière le fort Miradou, au Pla de las Forques. Les Allemands réquisitionnent une maison au 31, route impériale, à l'époque la seule maison à cet endroit. Le fort Saint-Elme est aussi réquisitionné, par la marine, la collection d'armes du propriétaire est pillée et certaines parties du fort incendiées.

Soldats allemands à Collioure en 1942.
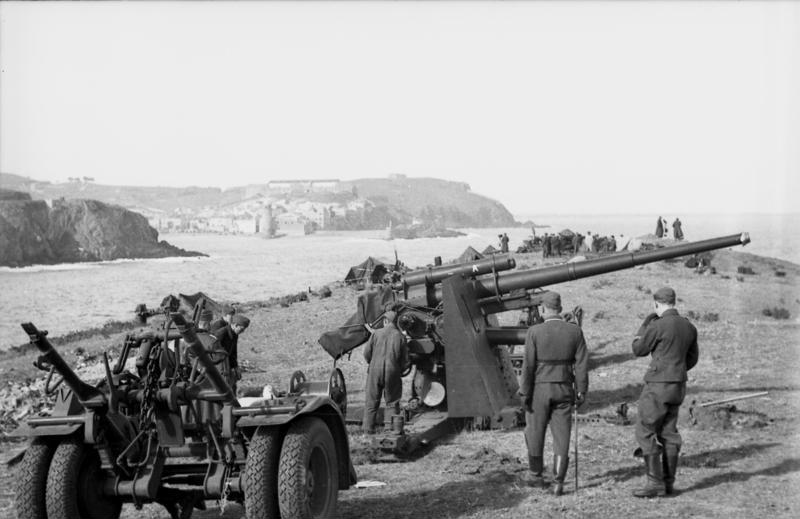
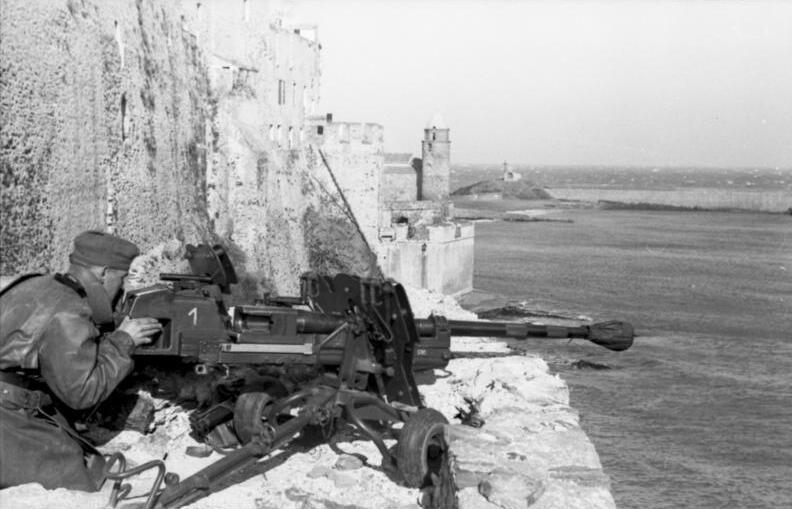

## Politique et administration

### Canton
En 1790, la commune de Collioure devient le chef-lieu du canton de Collioure. Celui-ci est supprimé en 1801 et la commune rejoint alors le canton d'Argelès. Elle est ensuite rattachée en 1973 au canton de la Côte Vermeille, qu'elle ne quitte plus par la suite,.
À compter des élections départementales de 2015, la commune demeure dans le canton de la Côte Vermeille, déjà existant mais entièrement reconfiguré.

### Liste des maires
| Période     | Période           | Identité                    | Étiquette | Qualité |
| ----------- | ----------------- | --------------------------- | --------- | --- |
| 1790        | 1790              | Vincent Sérignane           |           | |
| 1790        | 1792              | André Riéra                 |           | |
| 1792        | 1794              | Vincent Comes               |           | |
| 1794        | 1794              | Comes Xinxet                |           | |
| 1794        | 1794              | Antoine Malègue             |           | |
| 1794        | 1797              | Jacques Lanquine Xinxet     |           | |
| 1797        | 1799              | Joseph Mondedeu             |           | |
| 1799        | 1800              | Jean Laforge                |           | |
| 1800        | 1810              | Antoine Ruffier             |           | |
| 21 mai 1810 | 18 septembre 1811 | Denis Couderc               |           | |
| 1811        | 1815              | Jacques Xinxet Lanquine     |           | |
| 1815        | 1816              | Joseph Lajeune              |           | |
| 1816        | 1823              | Jean-Baptiste Berge         |           | |
| 1823        | 1828              | Isodore Frère               |           | |
| 1828        | 1830              | Dominique Massot            |           | |
| 1830        | 1834              | Jean-Baptiste Berge         |           | |
| 1834        | 1848              | Jérôme Christine            |           | |
| 1848        | 1851              | Jean-Baptiste Berge         |           | |
| 1851        | 1851              | Vincent Aloujes             |           | |
| 1851        | 1859              | Laurent Frère               |           | |
| 1859        | 1862              | Jean Soulier                |           | |
| 1862        | 1864              | Alexandre Frère             |           | |
| 1864        | 1870              | Michel Noë                  |           | |
| 1870        | 1874              | Jean Cortade                |           | propriétaire |
| 1874        | 1878              | Jean Caloni                 |           | |
| 1878        | 1903              | Jean Coste                  |           | |
| 1903        | 1919              | Joseph Rossines             |           | |
| 1919        | 1935              | Léon Christine              |           | |
| 1935        | 1940              | Marceau Banyuls             | SFIO      | Employé |
| 1940        | 1941              | Alphonse Cabot              |           | |
| 1941        | 1944              | Francis Cantié              |           | |
| 1944        | 1947              | Henri Hostalrich            |           | |
| 1947        | 1948              | Jean Dadiès                 |           | |
| 1948        | 1952              | Marceau Banyuls (1902-1952) | SFIO      | Employé |
| 1953        | 1956              | Vincent Atxer               |           | |
| 1956        | 1965              | Henri Billard               |           | |
| 1965        | 1966              | René Ramona                 |           | |
| 1966        | 1977              | Joseph Py                   |           | |
| mars 1977   | mars 1989         | Jean Pascot                 |           | |
| mars 1989   | mars 2014         | Michel Moly,                | PS        | Professeur de mathématiques retraité Conseiller général puis départemental du canton de la Côte Vermeille (1998-2021) 1er vice-président du conseil général des Pyrénées-Orientales Président de la CC de la Côte Vermeille |
| mars 2014   | mai 2020          | Jacques Manya               | DVD       | Médecin |
| 23 mai 2020 | En cours          | Guy Llobet                  | SE        | Vice-Président de la Communauté de communes |

### Jumelages
- Soria (Espagne)
- Cadaqués (Espagne), depuis 2017[62].

## Population et société

### Démographie ancienne
La population est exprimée en nombre de feux (f) ou d'habitants (H).
| 1355  | 1359  | 1365  | 1378  | 1424  | 1470  | 1515  | 1553  | 1643  |
| ----- | ----- | ----- | ----- | ----- | ----- | ----- | ----- | ----- |
| 449 f | 519 f | 449 f | 395 f | 636 f | 222 f | 180 f | 138 f | 111 f |

| 1709  | 1720  | 1730  | 1765    | 1767    | 1774    | 1789  | - | - |
| ----- | ----- | ----- | ------- | ------- | ------- | ----- | - | - |
| 259 f | 370 f | 466 f | 1 450 H | 2 088 H | 2 032 H | 450 f | - | - |

Note :
- 1774 et 1789 : pour "Collioure et Port-Vendres"

### Démographie contemporaine
L'évolution du nombre d'habitants est connue à travers les recensements de la population effectués dans la commune depuis 1793. Pour les communes de moins de 10 000 habitants, une enquête de recensement portant sur toute la population est réalisée tous les cinq ans, les populations de référence des années intermédiaires étant quant à elles estimées par interpolation ou extrapolation. Pour la commune, le premier recensement exhaustif entrant dans le cadre du nouveau dispositif a été réalisé en 2007.

En 2022, la commune comptait 2 637 habitants, en évolution de +0,15 % par rapport à 2016 (Pyrénées-Orientales : +3,92 %, France hors Mayotte : +2,11 %).
| 1793  | 1800  | 1806  | 1821  | 1831  | 1836  | 1841  | 1846  | 1851  |
| ----- | ----- | ----- | ----- | ----- | ----- | ----- | ----- | ----- |
| 2 050 | 1 981 | 2 655 | 3 210 | 3 272 | 3 274 | 3 263 | 3 664 | 3 507 |

| 1856  | 1861  | 1866  | 1872  | 1876  | 1881  | 1886  | 1891  | 1896  |
| ----- | ----- | ----- | ----- | ----- | ----- | ----- | ----- | ----- |
| 3 846 | 3 470 | 3 651 | 3 632 | 3 585 | 3 622 | 3 707 | 3 411 | 3 321 |

| 1901  | 1906  | 1911  | 1921  | 1926  | 1931  | 1936  | 1946  | 1954  |
| ----- | ----- | ----- | ----- | ----- | ----- | ----- | ----- | ----- |
| 2 940 | 2 971 | 3 137 | 3 121 | 3 103 | 3 111 | 3 018 | 2 516 | 2 587 |

| 1962  | 1968  | 1975  | 1982  | 1990  | 1999  | 2006  | 2007  | 2012  |
| ----- | ----- | ----- | ----- | ----- | ----- | ----- | ----- | ----- |
| 2 652 | 2 525 | 2 516 | 2 527 | 2 726 | 2 763 | 2 937 | 2 944 | 3 082 |

| 2017  | 2022  | - | - | - | - | - | - | - |
| ----- | ----- | - | - | - | - | - | - | - |
| 2 427 | 2 637 | - | - | - | - | - | - | - |

| selon la population municipale des années : | 1968 | 1975 | 1982 | 1990 | 1999 | 2006 | 2009 | 2013 |
| Rang de la commune dans le département      | 20   | 23   | 26   | 29   | 33   | 33   | 40   | 41   |
| Nombre de communes du département           | 232  | 217  | 220  | 225  | 226  | 226  | 226  | 226  |

### Enseignement
La commune compte une école maternelle et une école élémentaire.

### Manifestations culturelles et festivités
- Fête patronale et communale : du 14 au 18 août[70] ;
- Pèlerinage à l'ermitage de Notre-Dame-de-Consolation : 18 août[70] ;
- Procession de la Sanch : Vendredi saint[70].

Chaque année, les fêtes de la Saint Vincent se déroulent dans les rues de Collioure, du 14 au 18 août
Historiquement, la procession sur mer du 16 août constituait l’événement majeur des fêtes. La première eut lieu le 16 août 1701, afin de célébrer l’arrivée dans la ville des reliques de Saint Vincent. Cette célébration eut alors lieu chaque année jusqu’à l’instauration de la loi de séparation de l’Église et de l’État en 1905. Depuis 2001 (à l’occasion du tricentenaire des fêtes), la procession sur mer a lieu à nouveau ; un feu d’artifice est tiré à l’occasion.
La ville fut membre de l’Union des villes taurines françaises. La dernière Corrida a eu lieu en août 2011 ; les arènes ont été démantelées début 2012 et les manifestations taurines n'ont plus lieu à Collioure.
Fin juin, la commune reçoit un concours international de piano.

### Lieux de culte

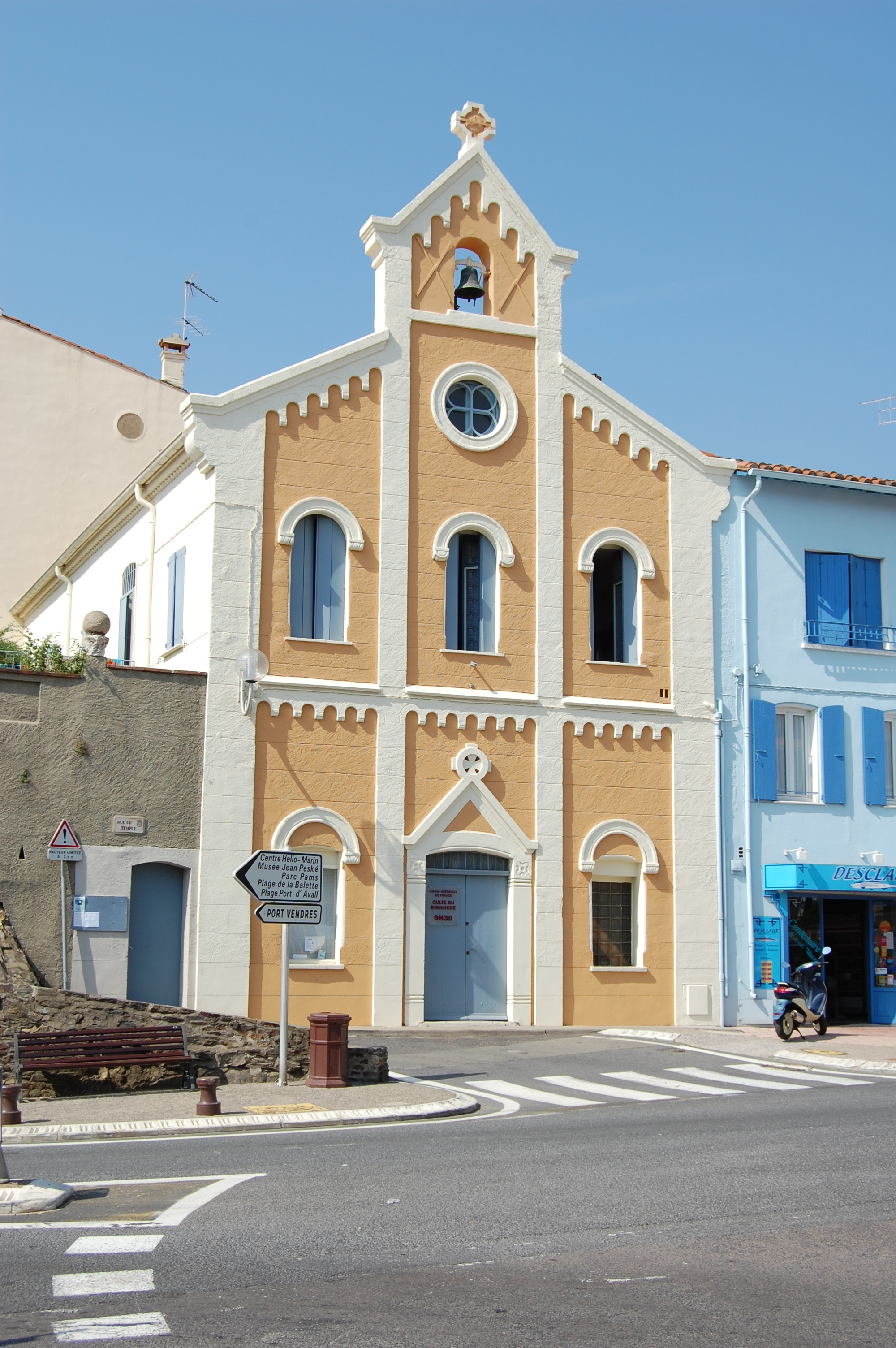
Le temple.

Collioure compte une église et un temple protestant de l'église reformée de France.

## Économie

### Revenus
En 2018, la commune compte 1 262 ménages fiscaux, regroupant 2 291 personnes. La médiane du revenu disponible par unité de consommation est de 22 300 € (19 350 € dans le département). 53 % des ménages fiscaux sont imposés (42,1 % dans le département).

### Emploi
|                | 2008   | 2013   | 2018   |
| -------------- | ------ | ------ | ------ |
| Commune        | 9,3 %  | 8,2 %  | 12 %   |
| Département    | 10,3 % | 12,9 % | 13,3 % |
| France entière | 8,3 %  | 10 %   | 10 %   |

En 2018, la population âgée de 15 à 64 ans s'élève à 1 160 personnes, parmi lesquelles on compte 70,4 % d'actifs (58,4 % ayant un emploi et 12 % de chômeurs) et 29,6 % d'inactifs,. Depuis 2008, le taux de chômage communal (au sens du recensement) des 15-64 ans est inférieur à celui du département, mais supérieur à celui de la France.
La commune est hors attraction des villes,. Elle compte 1 141 emplois en 2018, contre 1 220 en 2013 et 1 214 en 2008. Le nombre d'actifs ayant un emploi résidant dans la commune est de 696, soit un indicateur de concentration d'emploi de 164 % et un taux d'activité parmi les 15 ans ou plus de 37,9 %.
Sur ces 696 actifs de 15 ans ou plus ayant un emploi, 413 travaillent dans la commune, soit 59 % des habitants. Pour se rendre au travail, 62,4 % des habitants utilisent un véhicule personnel ou de fonction à quatre roues, 2,4 % les transports en commun, 26,6 % s'y rendent en deux-roues, à vélo ou à pied et 8,5 % n'ont pas besoin de transport (travail au domicile).

### Revenus de la population et fiscalité
En 2010, le revenu fiscal médian par ménage était de 25 341 €.

### Entreprises et commerces

#### Viticulture

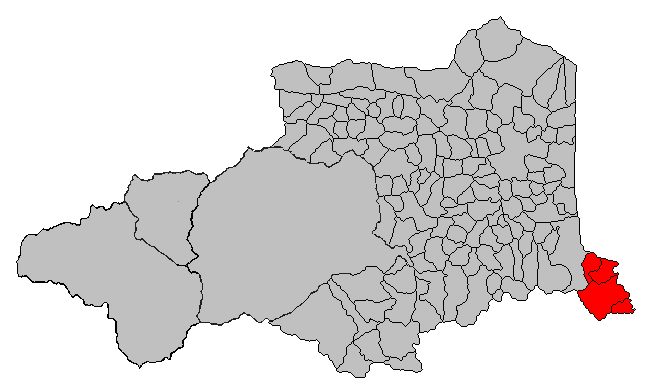
L’A.O.C. Banyuls

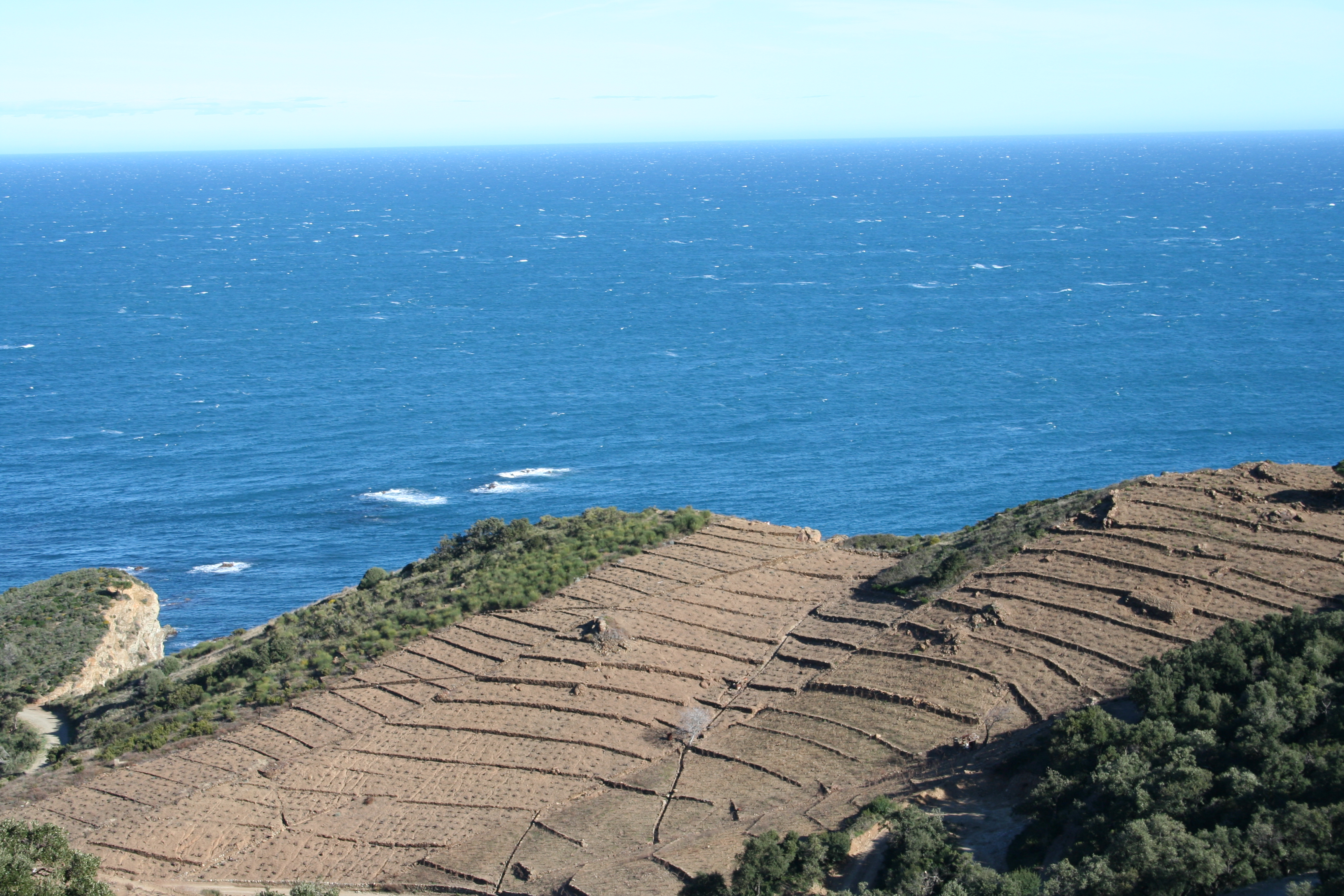
Le vignoble de Collioure.

De nombreux vins y sont produits : l'AOC Collioure (en rouge, blanc et rosé), les AOC Grand Roussillon, Muscat de Rivesaltes, Banyuls grand cru et l'IGP Côte Vermeille. En plus de quelques producteurs indépendants, de nombreux vignerons se sont regroupés dans une cave coopérative, Le Dominicain, installée depuis 1926 dans l'ancienne église du couvent des dominicains.

#### Salaison et commerce de l'anchois

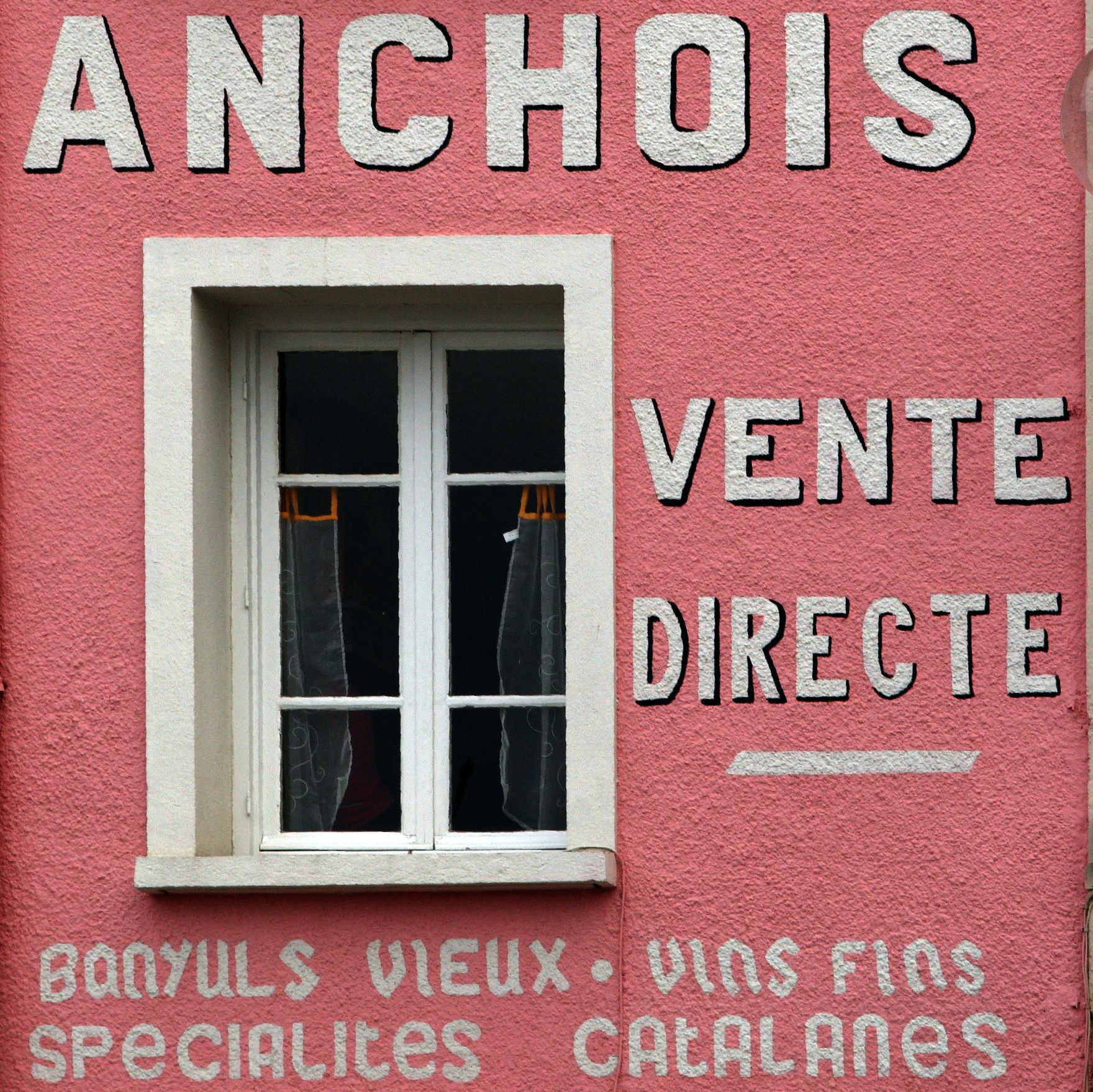
Commerce d'anchois à Collioure

Des nombreuses entreprises de salaison et vente d'anchois de Collioure, une spécialité locale, installées dans la ville jusqu'au milieu du siècle dernier, seules deux existent encore : les Anchois Roque et les Anchois Desclaux.

#### Tourisme
La ville tire une grosse partie de ses revenus de l'activité touristique. En 2020, la ville comptait 1 210 résidences principales et 3 161 résidences secondaires ou occasionnelles.

## Culture locale et patrimoine

### Monuments et lieux touristiques
La ville de Collioure contient huit édifices comportant au moins une protection au titre des monuments historiques.

#### Architecture religieuse

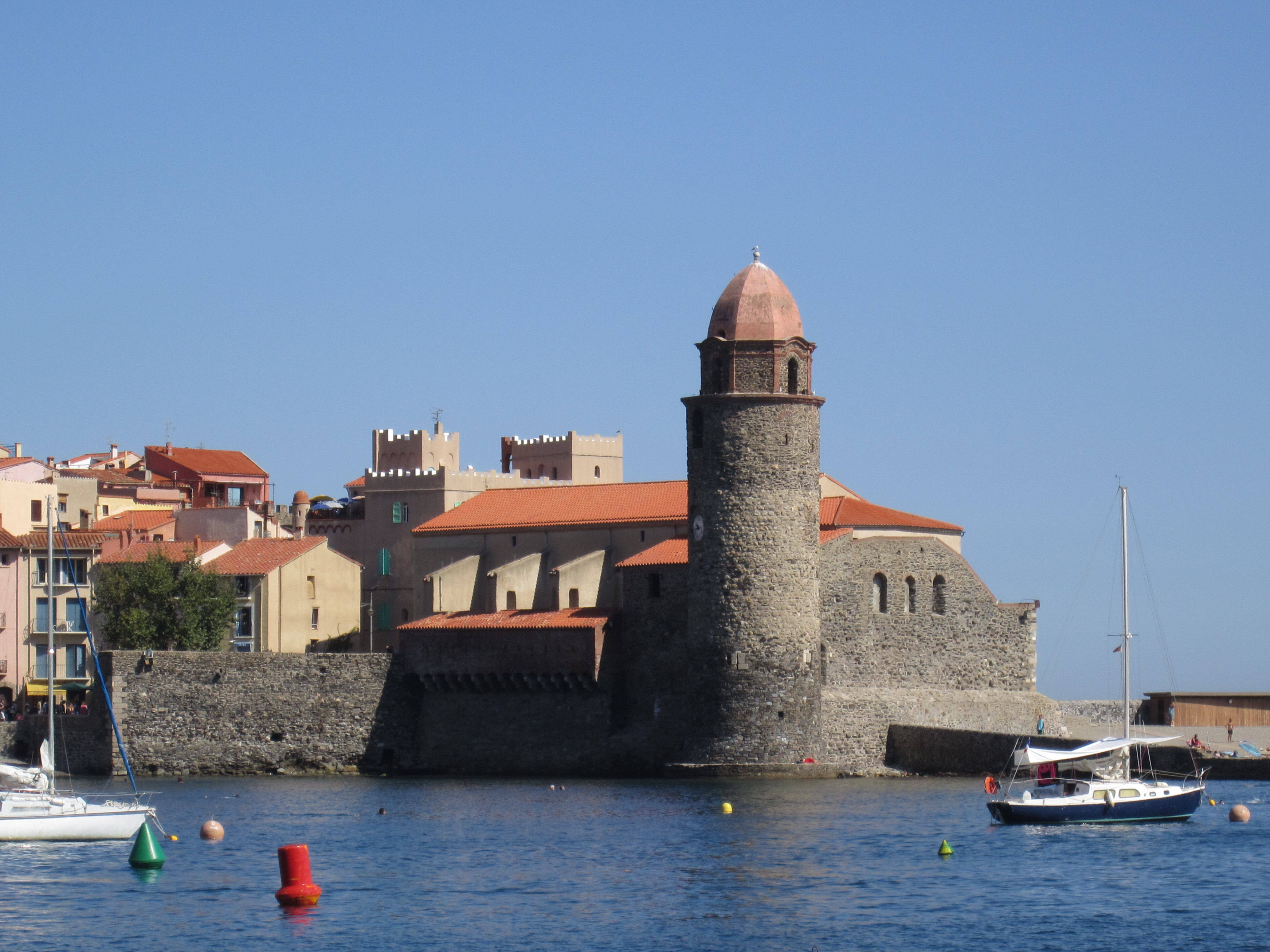
Église Notre-Dame-des-Anges ( Classé MH (1923, église et tour attenante qui lui sert de clocher)) : construite entre 1684 et 1691 dans un style gothique méridional. Elle est, avec son célèbre clocher, ancien phare médiéval, pratiquement entourée par la mer sur ses trois côtés. Le retable du maître-autel a été réalisé par Joseph Sunyer en 1698 ;  - L'église Notre-Dame-des-Anges. - Retable du maître-autel.
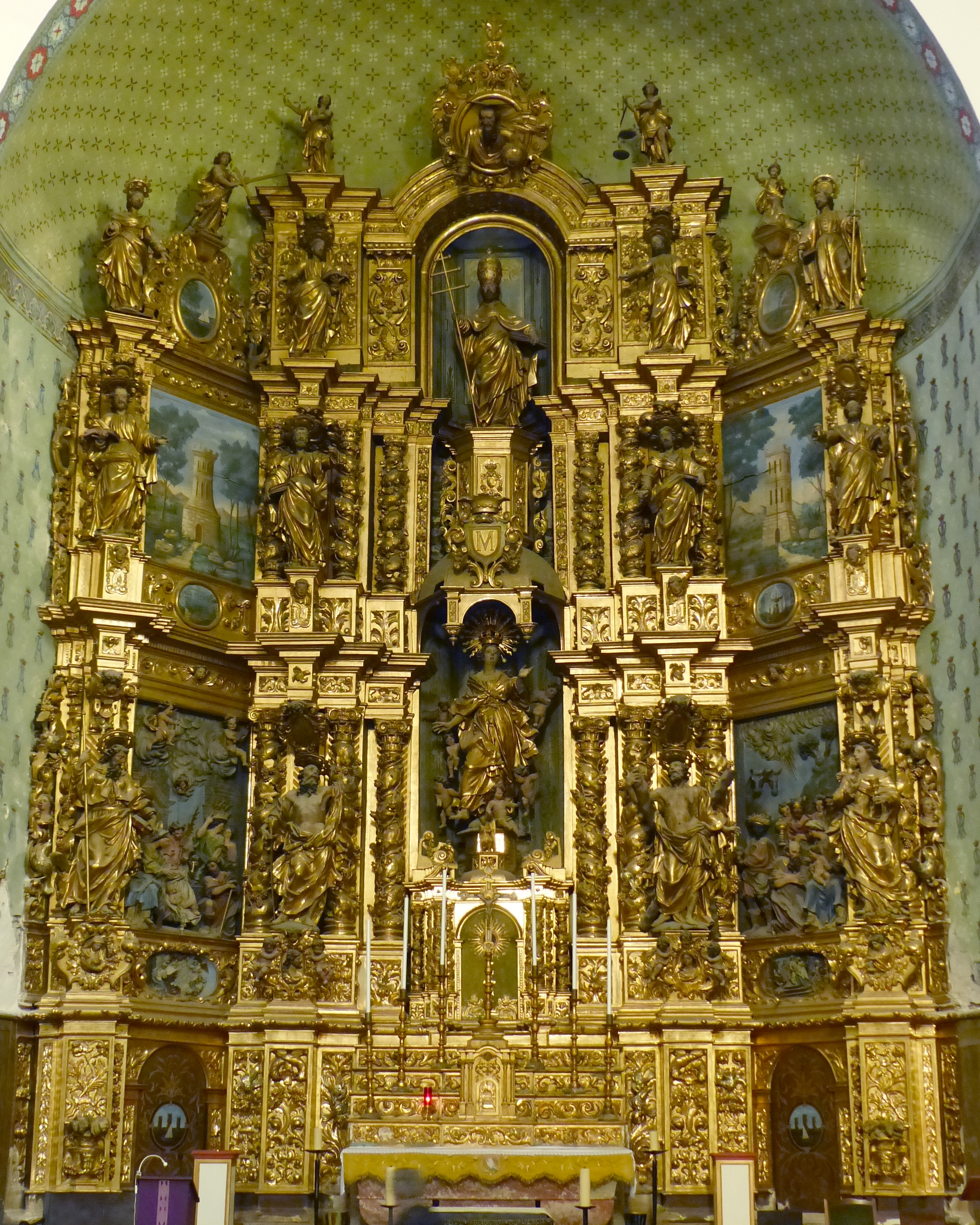
Retable du maître-autel.

- Chapelle de la Mère de Dieu du Bon Succès de Collioure ;

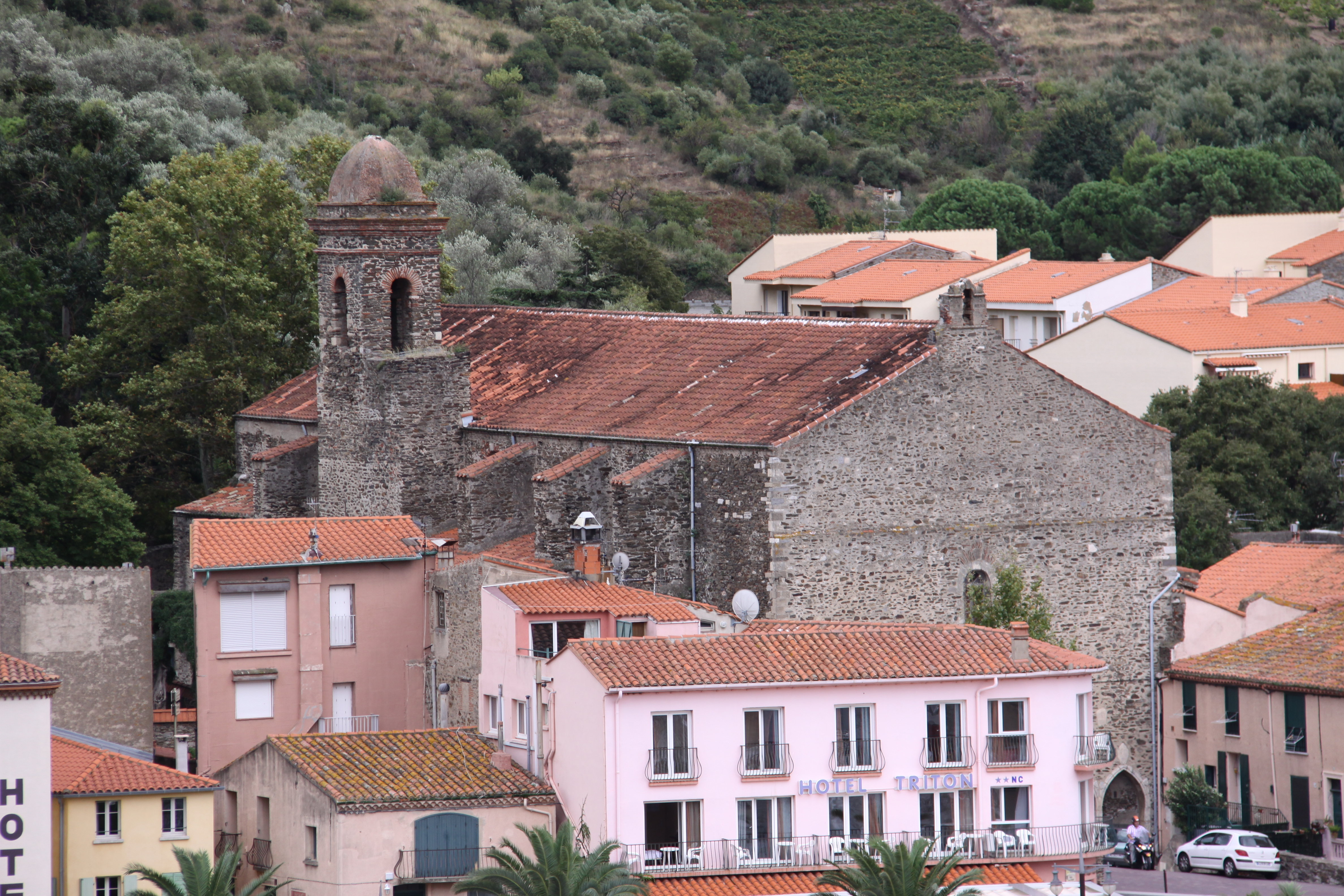
Ancien couvent des Dominicains ( Classé MH (1928))[76] ;  Inscrit MH (2008, église, vestiges du couvent))[76]: fondé en 1290 et en partie détruit lors de la Révolution. Il en reste notamment une église qui daterait du XIVe siècle et des fragments de son cloître remontés dans le parc du Musée d’Art moderne de Collioure ;  - Église des dominicains.
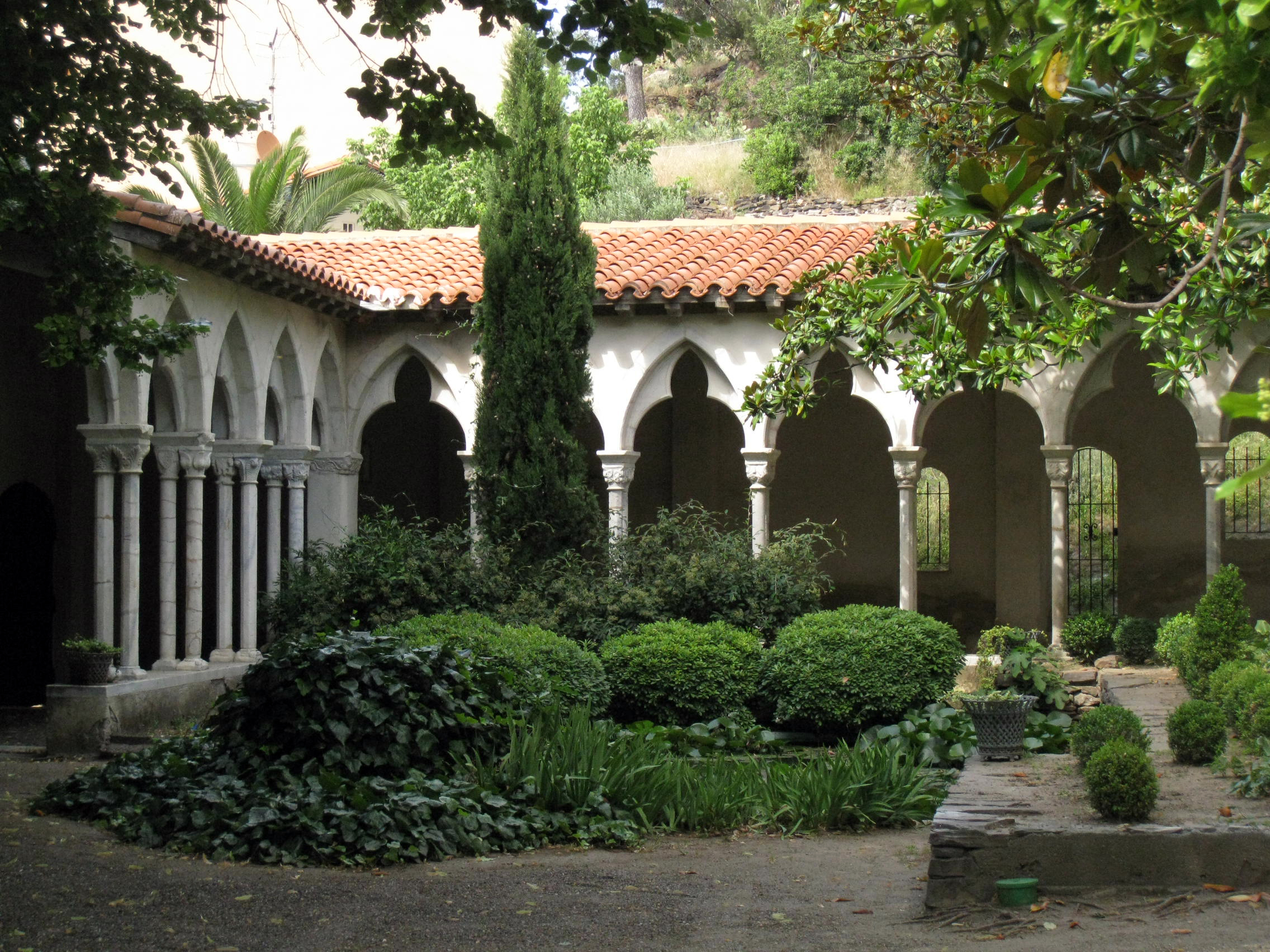
Parties du cloître remontées dans le jardin du musée.
  - Parties du cloître remontées dans le jardin du musée.
- Chapelle Saint-Vincent de Collioure : construite en 1701 à l’arrivée des nouvelles reliques de saint Vincent, la chapelle était située à l’origine sur un îlot rocheux, avant que celui-ci ne soit relié à la terre ferme par une digue dans les années 1880 ;

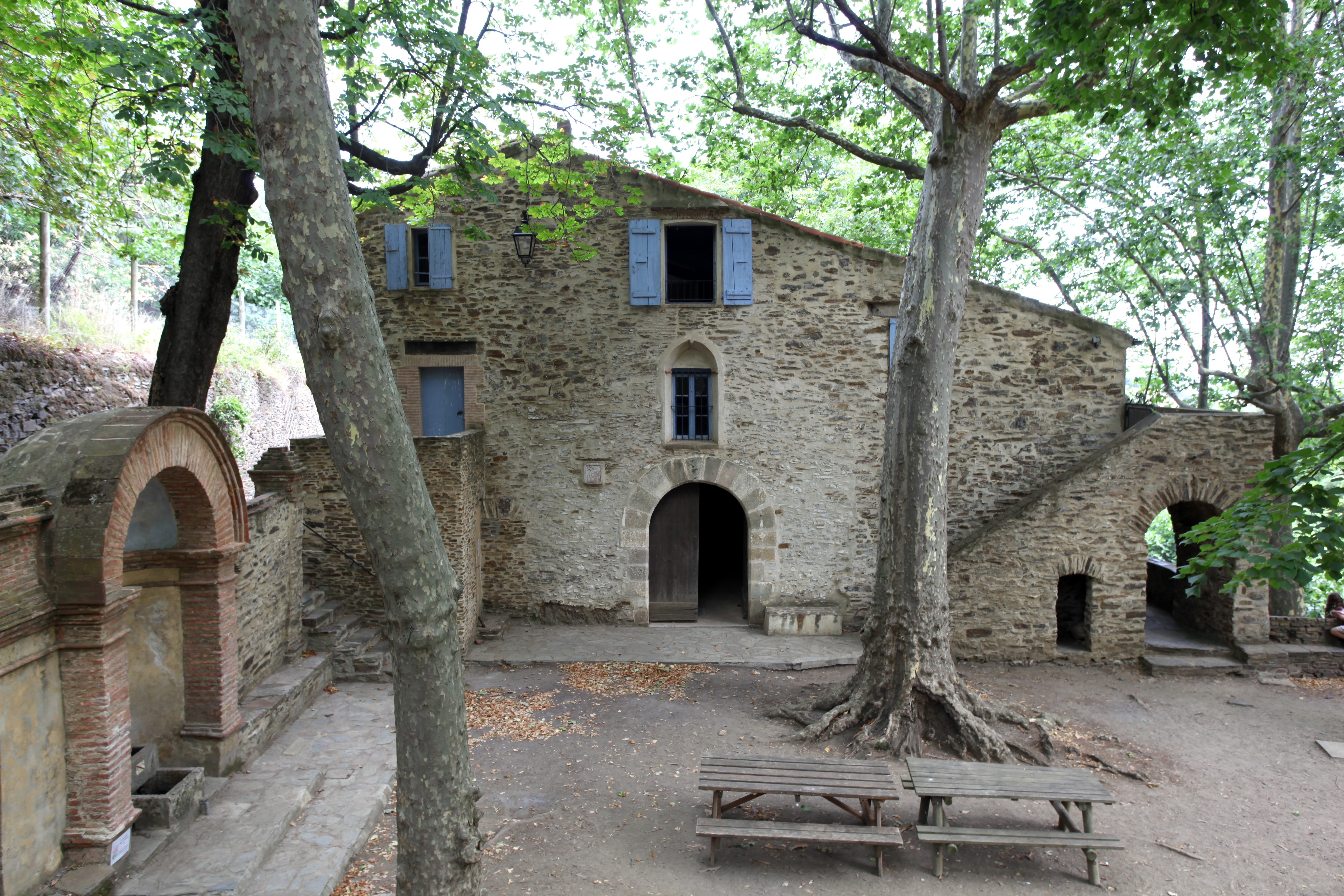
Ermitage de Notre-Dame-de-Consolation, attenant à une chapelle, religieux d’abord, laïc après la Révolution ;  - L’ermitage Notre-Dame de consolation. - Intérieur de la chapelle.
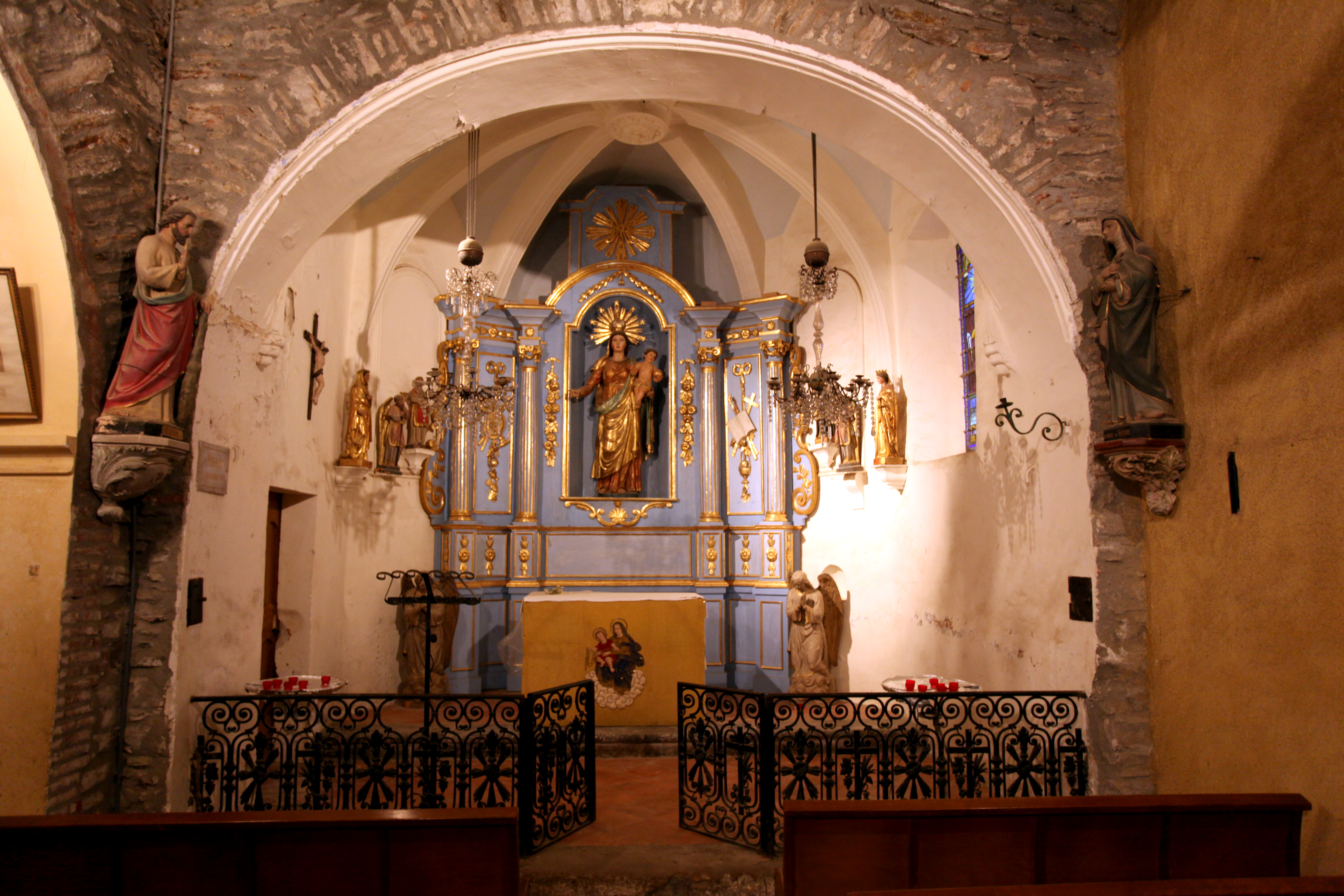
Chapelle de la Creu de la Forca et son calvaire, mentionnés lors du siège de 1642 ;
- Une croix de cimetière du XVIe siècle ( Classé MH (1912)) ;
- Temple de l'église protestante unie de France de Collioure.

#### Architecture militaire

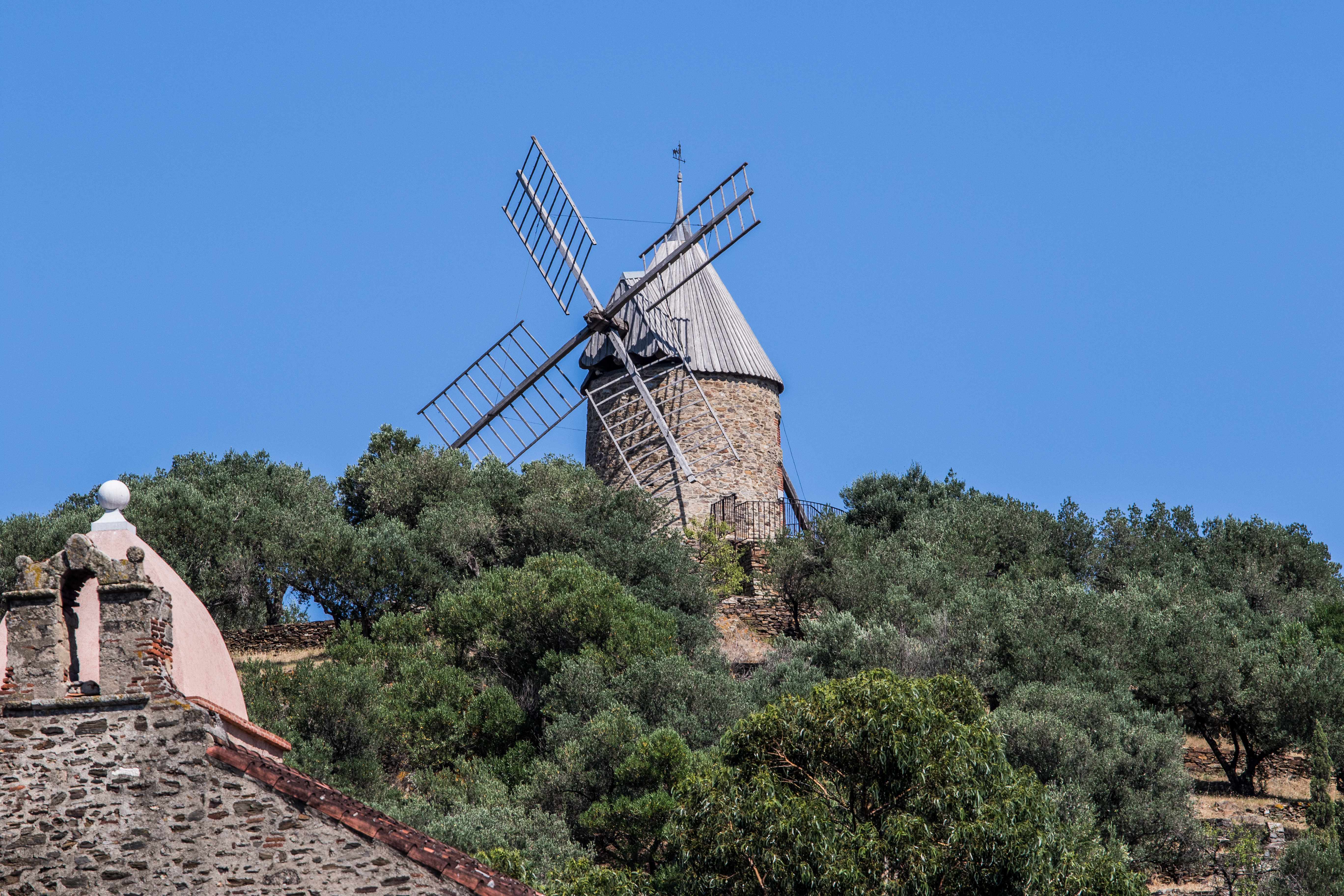
Le moulin de la Cortina.

Collioure possède de nombreux vestiges de son passé militaire :
- le château royal de Collioure ( Classé MH (1922)), construction médiévale ayant notamment servi de résidence d'été aux rois de Majorque, puis remanié par les Habsbourgs et les Bourbons ;
- le fort Saint-Elme ( Inscrit MH (1927)), construit au XVIe siècle sous Charles Quint à partir d'une tour de garde érigée au VIIIe siècle par les Maures ;
- le Fort carré et la tour de l'Étoile ( Classé MH (1991)) ;
- le fort Miradou, remanié sous Vauban, occupé depuis les années 1960 par le Centre national d'entraînement commando (CNEC), pour ses exercices en milieu maritime ;
- le fort Dugommier ( Inscrit MH (2003)), construit vers 1844 ;
- le bâtiment de l'Artillerie et les remparts environnants ( Inscrit MH (1927)) ;
- la tour Madeloc, tour de guet du XIIIe siècle ;
- la tour de la Douane ;
- la Tourette, non visible ;
- le fort Taillefer, fin XIXe siècle ;
- des blockhaus et un mur anti-char, construits en 1943 par les forces armées du Troisième Reich.

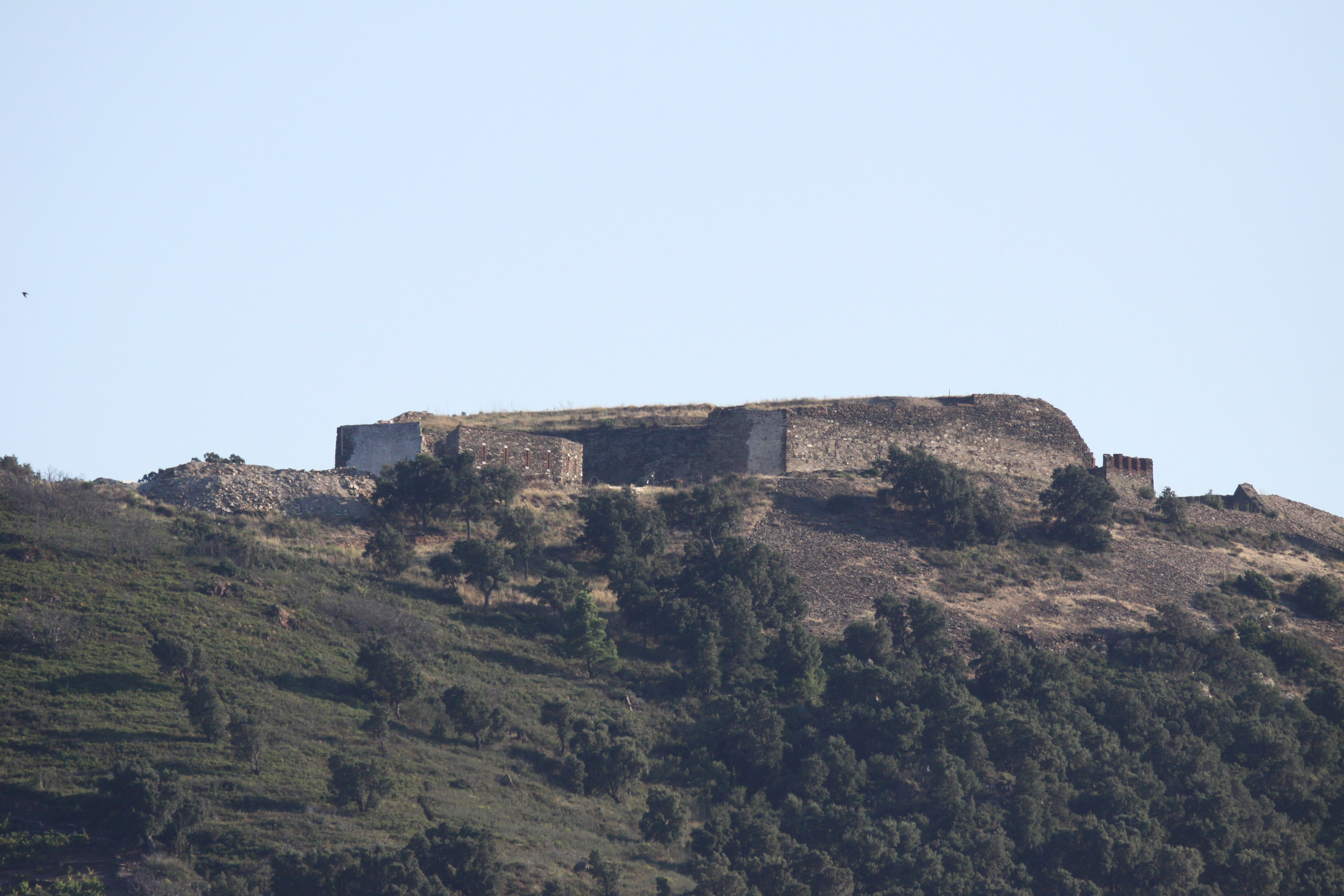
Le Fort Dugommier.
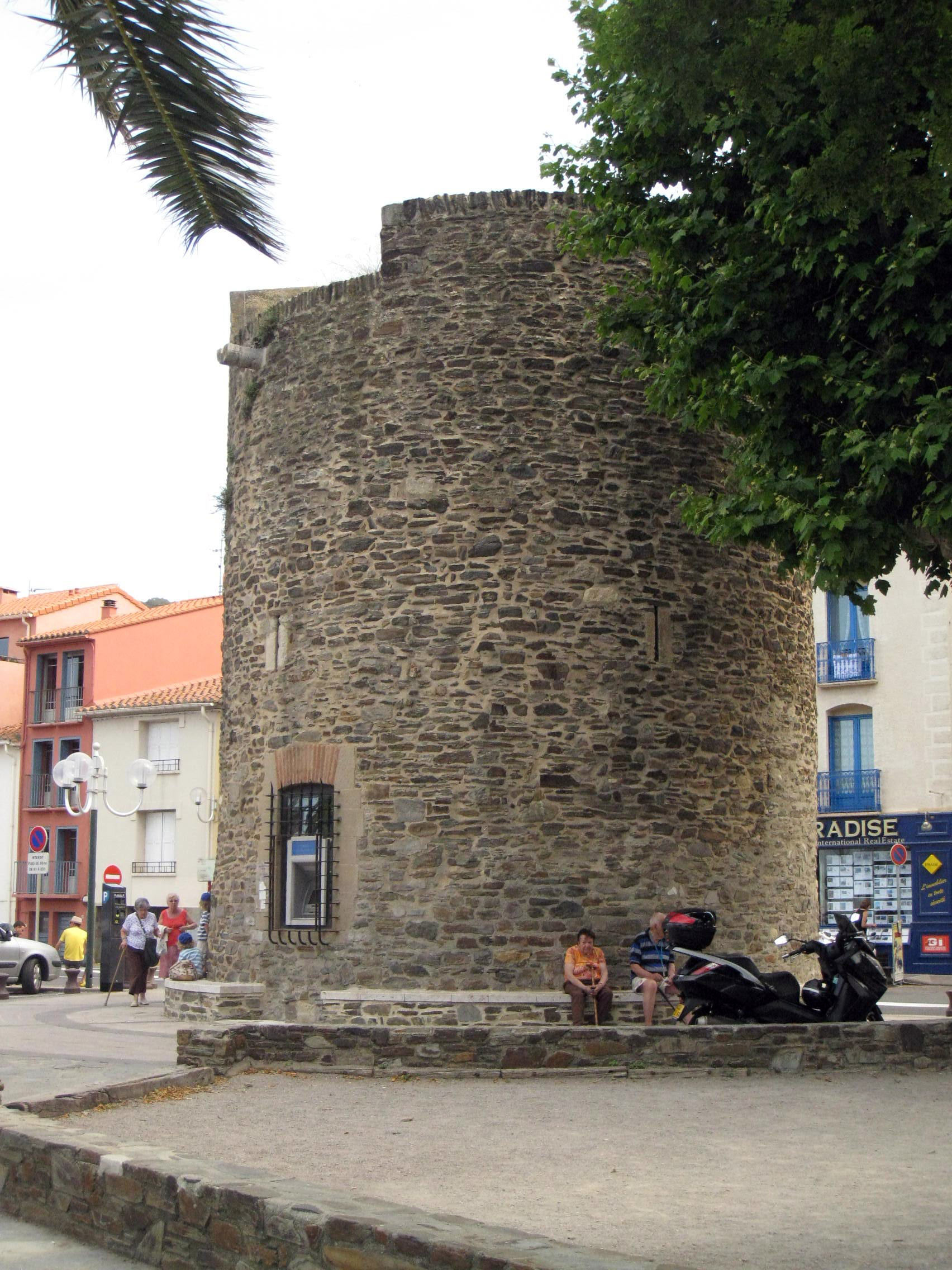
La Tour de la Douane.
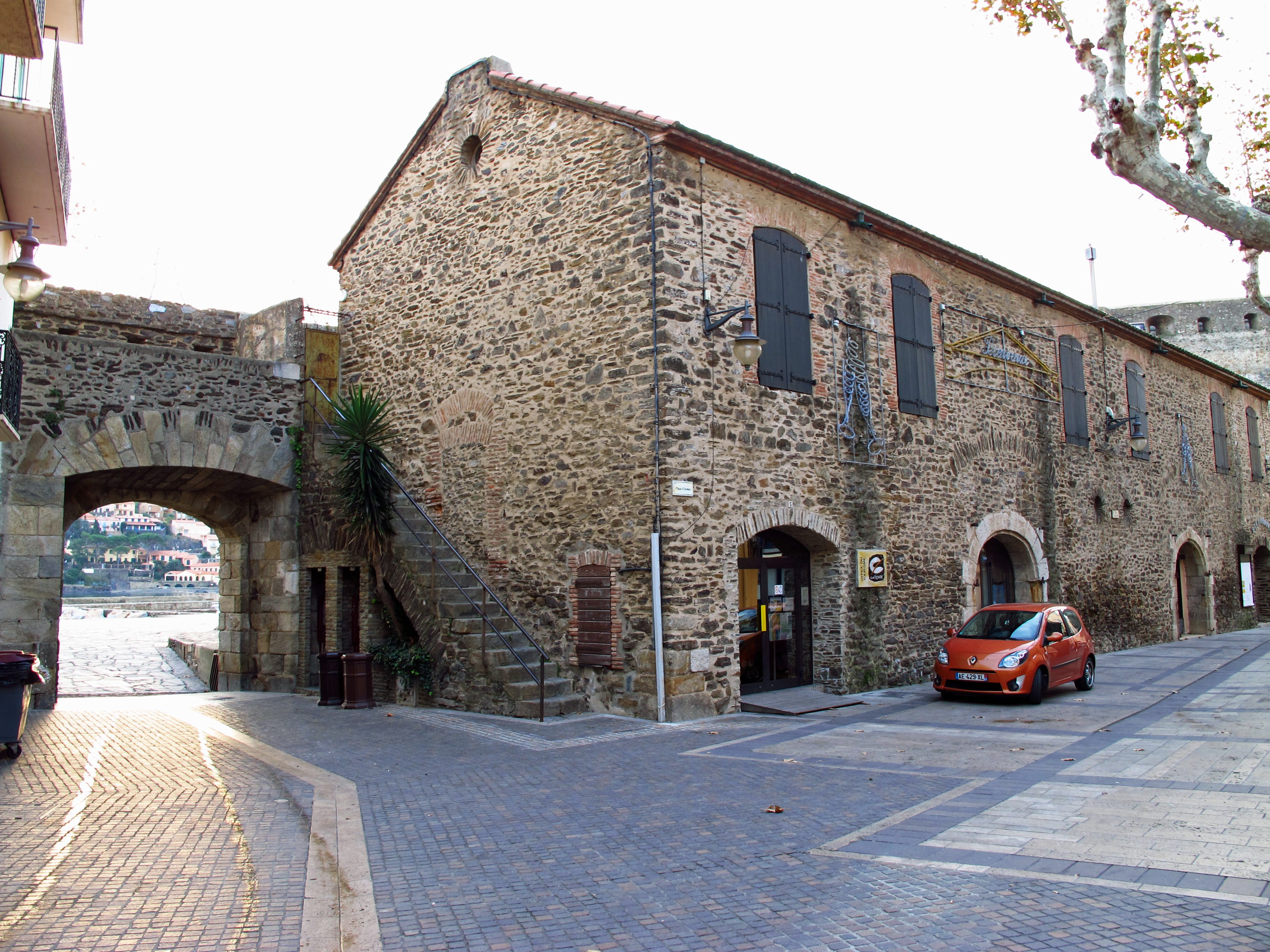
Le bâtiment de l'Artillerie et le rempart.
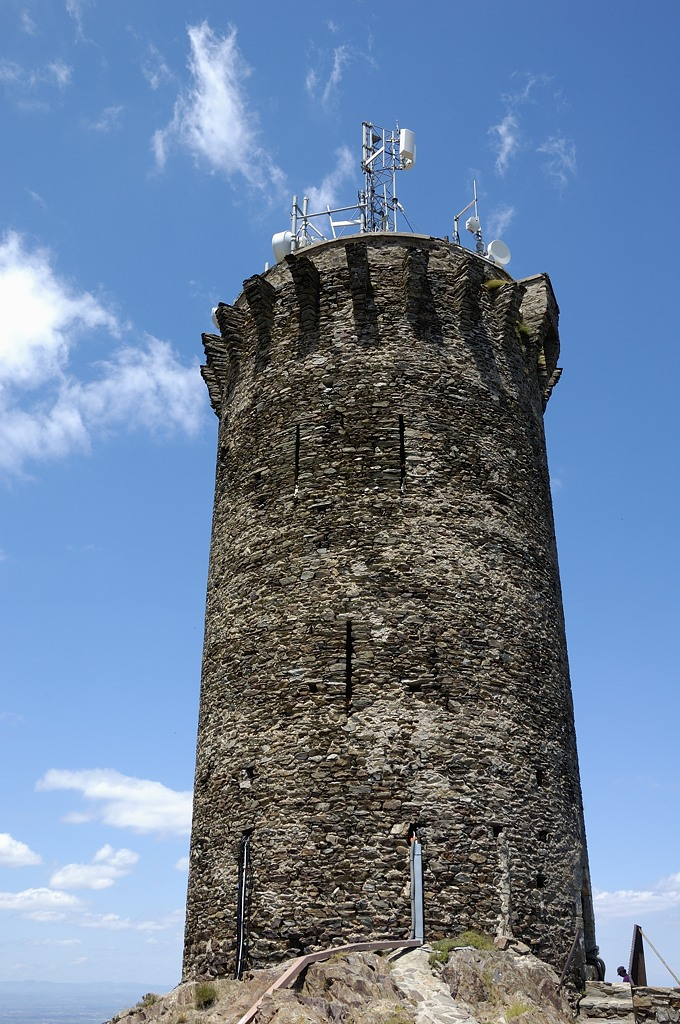
La Tour Madeloc.

#### Architecture civile
- Jardin Gaston Pams
- Musée d’Art moderne de Collioure dit « Musée Peské »
- Moulin de la Cortina

### Musée
- Le Musée d'Art Moderne de Collioure a été créé par le peintre Jean Peské en 1934. il possède plus de 1 900 œuvres d'art moderne et contemporain[77].

### Personnalités liées à la commune

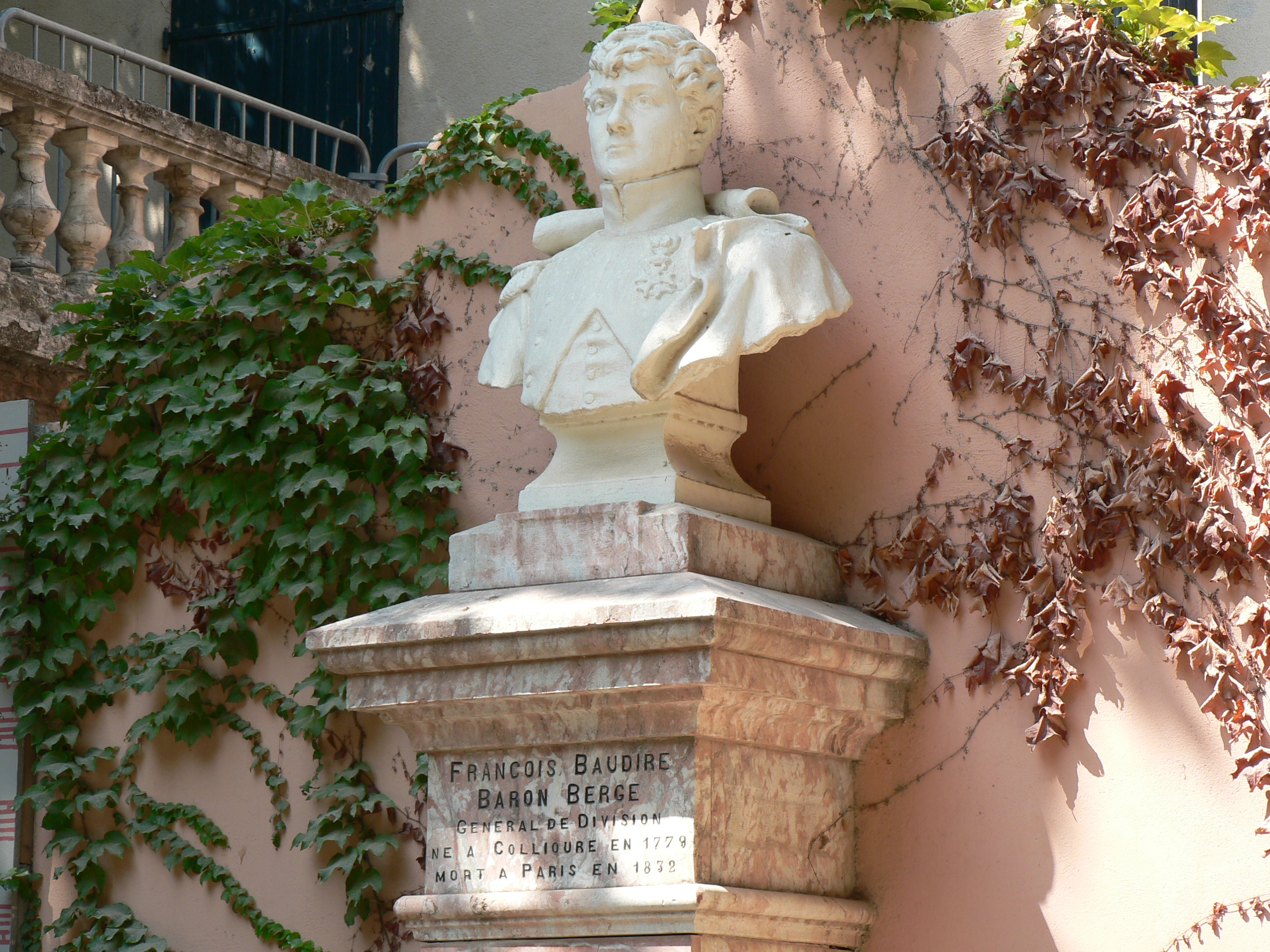
Buste de François Berge.

- Sanche de Majorque (?-1324) : le futur roi de Majorque a épousé Marie d'Anjou à Collioure en 1302[réf. nécessaire][78].
- Benoît XIII (1329-1423) : antipape, a séjourné à Collioure en 1416[79].
- François Berge (1779-1832) : général de Napoléon Ier né à Collioure.
- Charles Barberet (1805-1887) : historien, géographe, écrivain et enseignant
- Jean-Baptiste Renard de Saint-Malo (1780-1854) : historien et homme politique né à Collioure.
- Charles Naudin (1815-1899) : botaniste ayant vécu à Collioure.

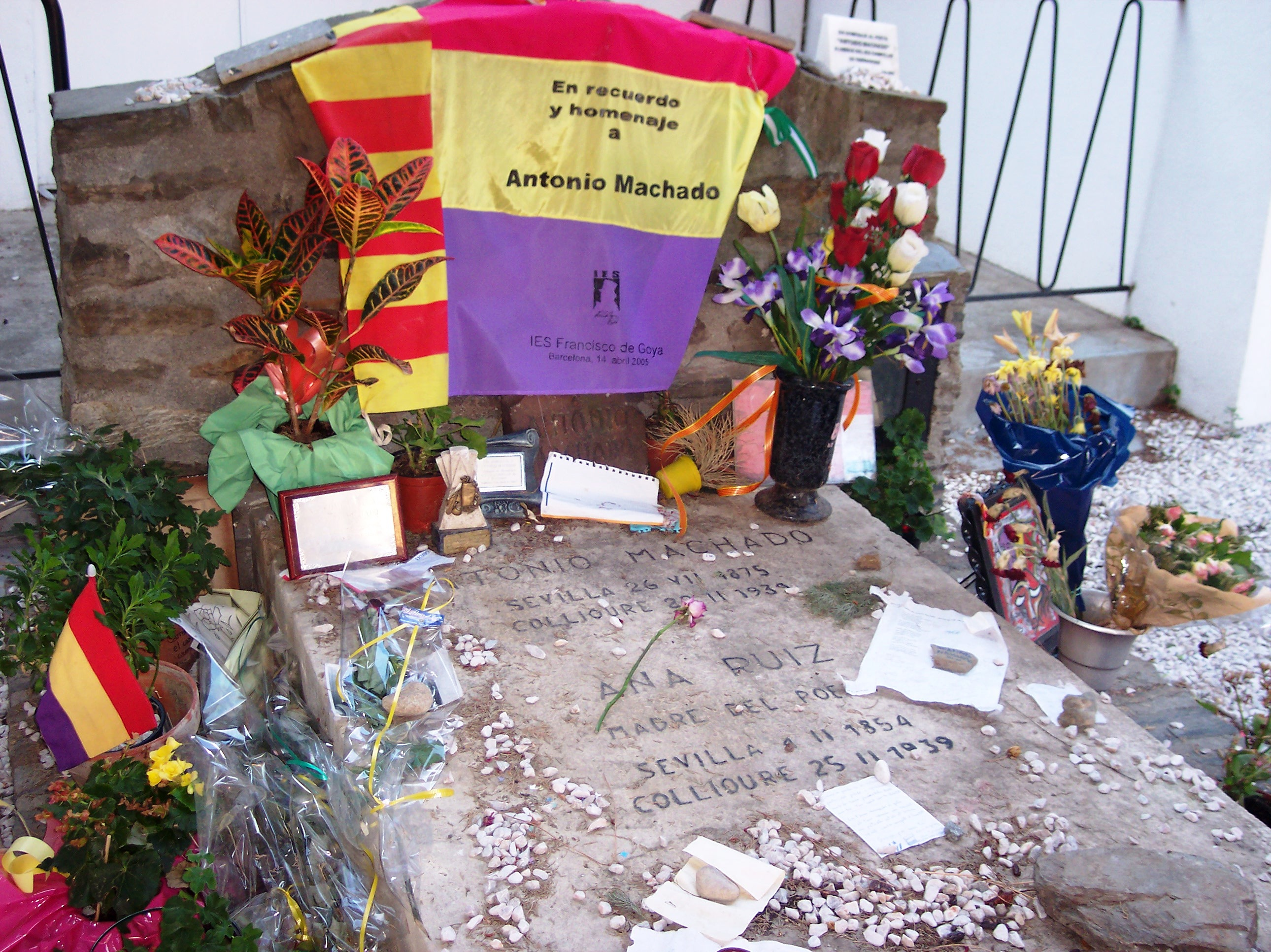
Tomde d'Antonio Machado.

- Tomde d'Antonio Machado.Antonio Machado (1875-1939) : poète espagnol ayant vécu, mort et enterré à Collioure durant la Retirada.
- Marie Barrère-Affre (1885-1963) : écrivain ayant vécu et morte à Collioure.
- Juan Navarro Ramón (1903-1989), peintre espagnol ayant vécu à Collioure pendant la Retirada et dont le Musée d'art moderne de Collioure conserve une œuvre.
- Jep Desclaux (1912-1988) : joueur français de rugby à XV et de rugby à XIII né à Collioure.
- René Llense (1913-2014) : joueur de football né à Collioure.
- Patrick O'Brian (1914-2000) : écrivain ayant vécu et été enterré à Collioure.
- Jacques Parizeau (1930-2015) : ancien premier ministre du Québec, possédait un vignoble dans la commune.

#### Artistes
Au XIXe siècle, il venait déjà des artistes-peintres et des photographes (les deux plus anciennes photos de la ville datent d'environ 1870).
À l'été 1905, Henri Matisse vient peindre à Collioure, où, en compagnie d'André Derain, il crée le fauvisme. Matisse arrive à Collioure en mai 1905, quelques mois avant que le terme de « fauves » soit lancé par un critique d’art au salon d’automne. L’artiste a quitté Saint-Tropez et Paul Signac, bien décidé à en finir avec le pointillisme. Il invite le jeune André Derain à le rejoindre ; ce fut le départ d’une amitié et d’une collaboration féconde. Pour les deux peintres, l’été 1905 est un moment d’intense ouvrage et ils produisent énormément, en utilisant « les couleurs qui sortent du tube ». Tout dans le village les inspire : le port, le clocher, les toits et les coins des ruelles. Ils ont aussi peint six portraits et autoportraits. Un parcours dans la ville, Le Chemin du fauvisme, permet de retrouver les lieux où leurs œuvres ont été réalisées grâce à des reproductions de tableaux placées aux endroits mêmes où Matisse et Derain placérent, jadis, leur chevalet.
D’autres peintres suivront, notamment Albert Marquet, Juan Gris, Georges Braque, Jean Peské, Raoul Dufy, Foujita, Othon Friesz, Paul Signac, Willy Mucha, Henri Martin et son fils Claude-René Martin, Henri Vergé-Sarrat, Édouard Pignon, Pierre Jutand, Pierre Boudet, Charles Rennie Mackintosh, Philippe Jamin...
En 1992, l'artiste Marc-André 2 Figueres (MA2F) installe le parcours de sculptures-cadres « Points 2 vue autour du clocher de Collioure ». L'artiste s'est aussi illustré par son interprétation « genrée » du clocher de Collioure dans son ouvrage : Théorie érotique du clocher de Collioure.
L'hostellerie des Templiers a régalé une foule d'artistes (Picasso, Dufy, Signac, Maillol…). En témoignent les quelque deux mille œuvres d'art offertes aux propriétaires, dont une partie orne la salle principale.
De 1950 à 1952, Pablo Picasso y séjourne ponctuellement à la Miranda tandis que Salvador Dalí participe régulièrement aux fêtes de la ville, de 1953 à 1957.

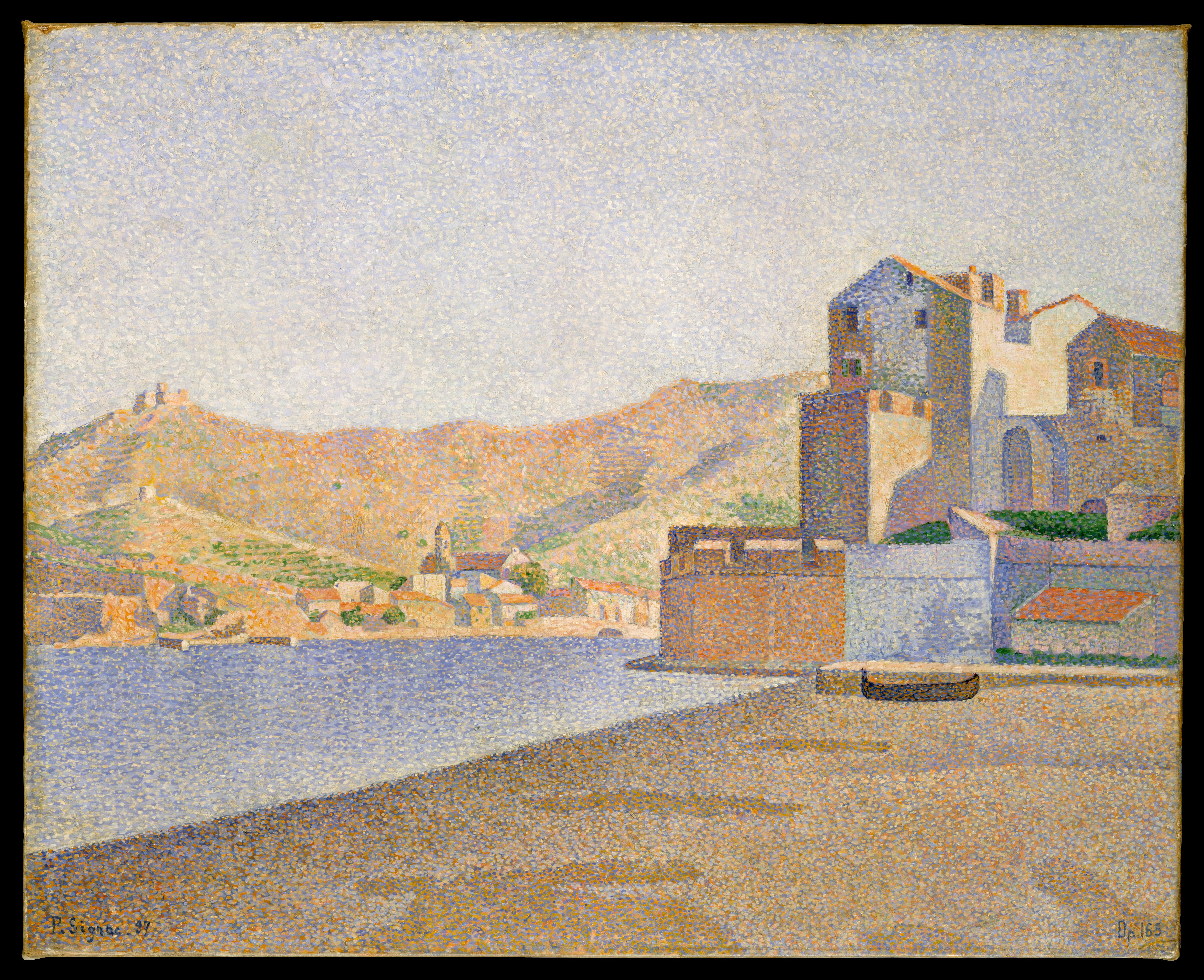
Paul Signac, Collioure. La Plage de la ville, 1887, Metropolitan Museum of Art (New-York).
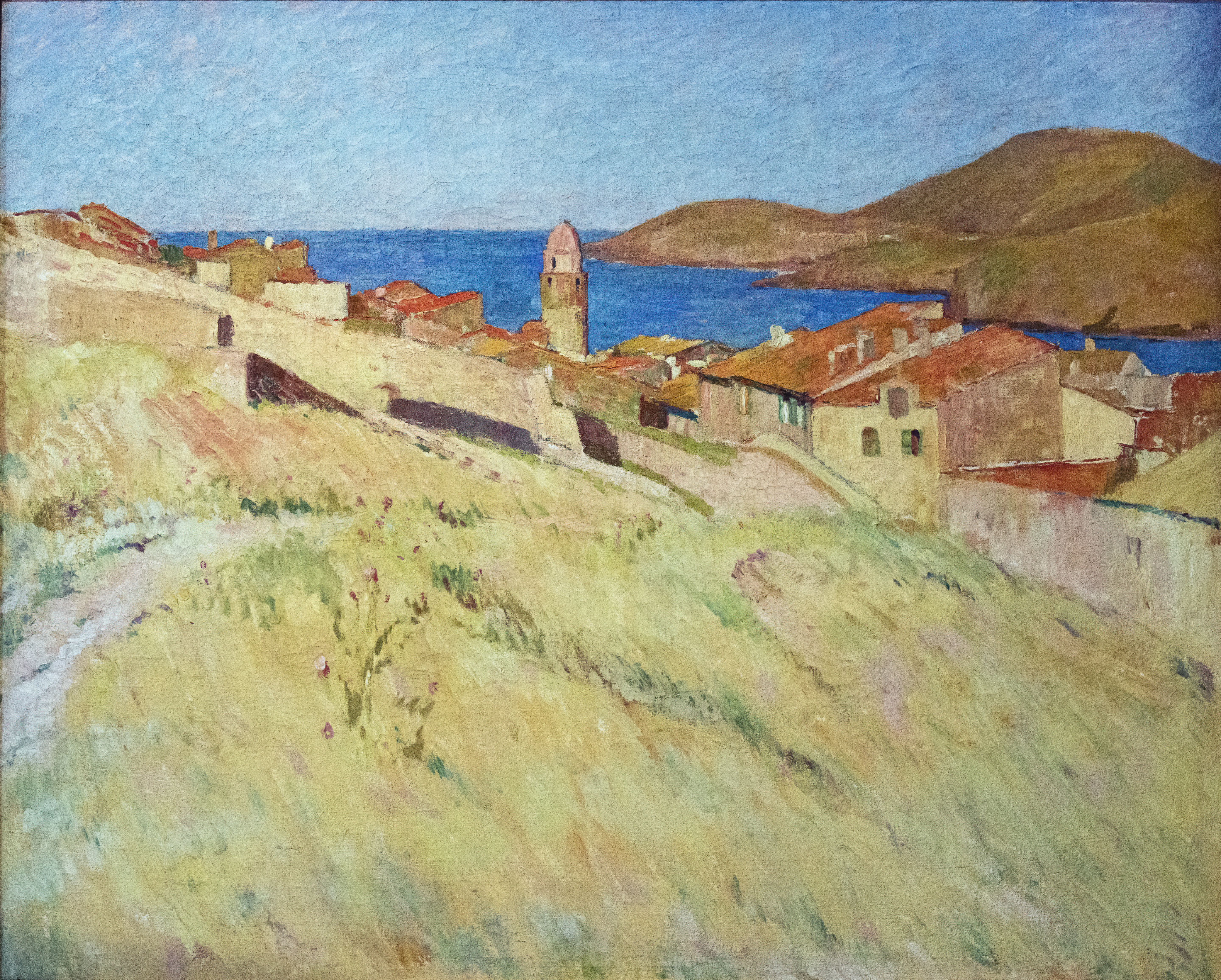
Daniel de Monfreid, Paysage de Collioure, Musée Toulouse-Lautrec (Albi).
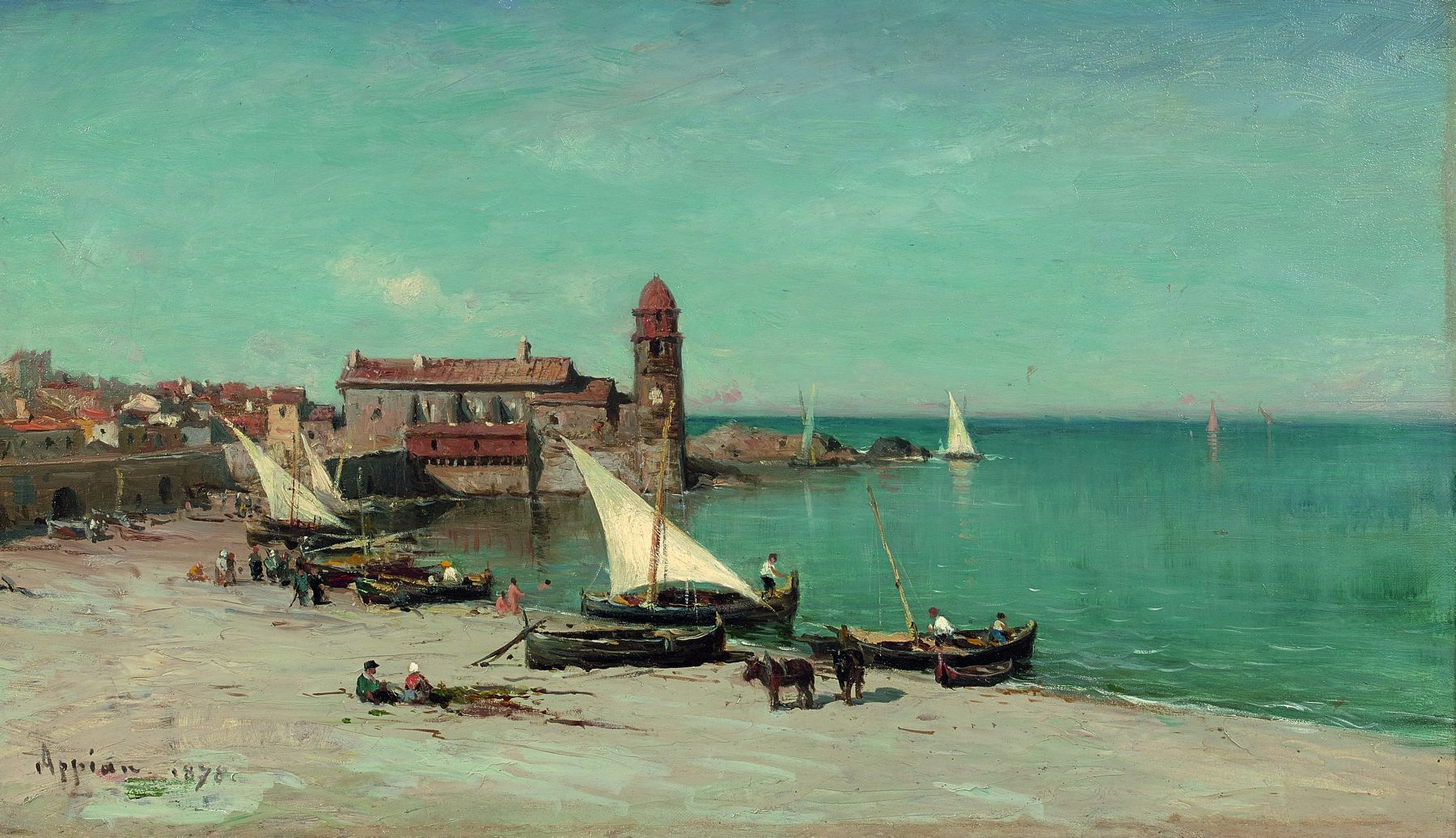
Adolphe Appian, La plage de Collioure, 1878.
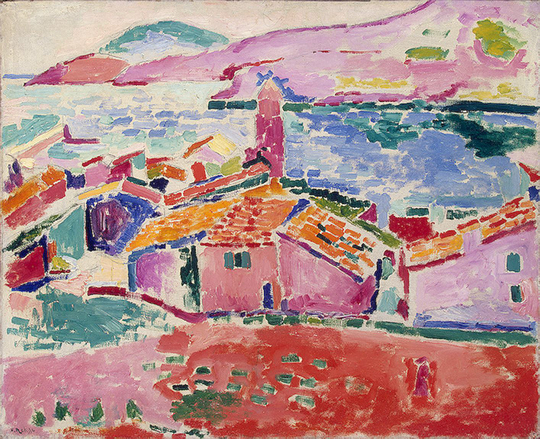
Henri Matisse, Les toits de Collioure, 1905, Musée de l'Ermitage (Saint-Petersbourg).
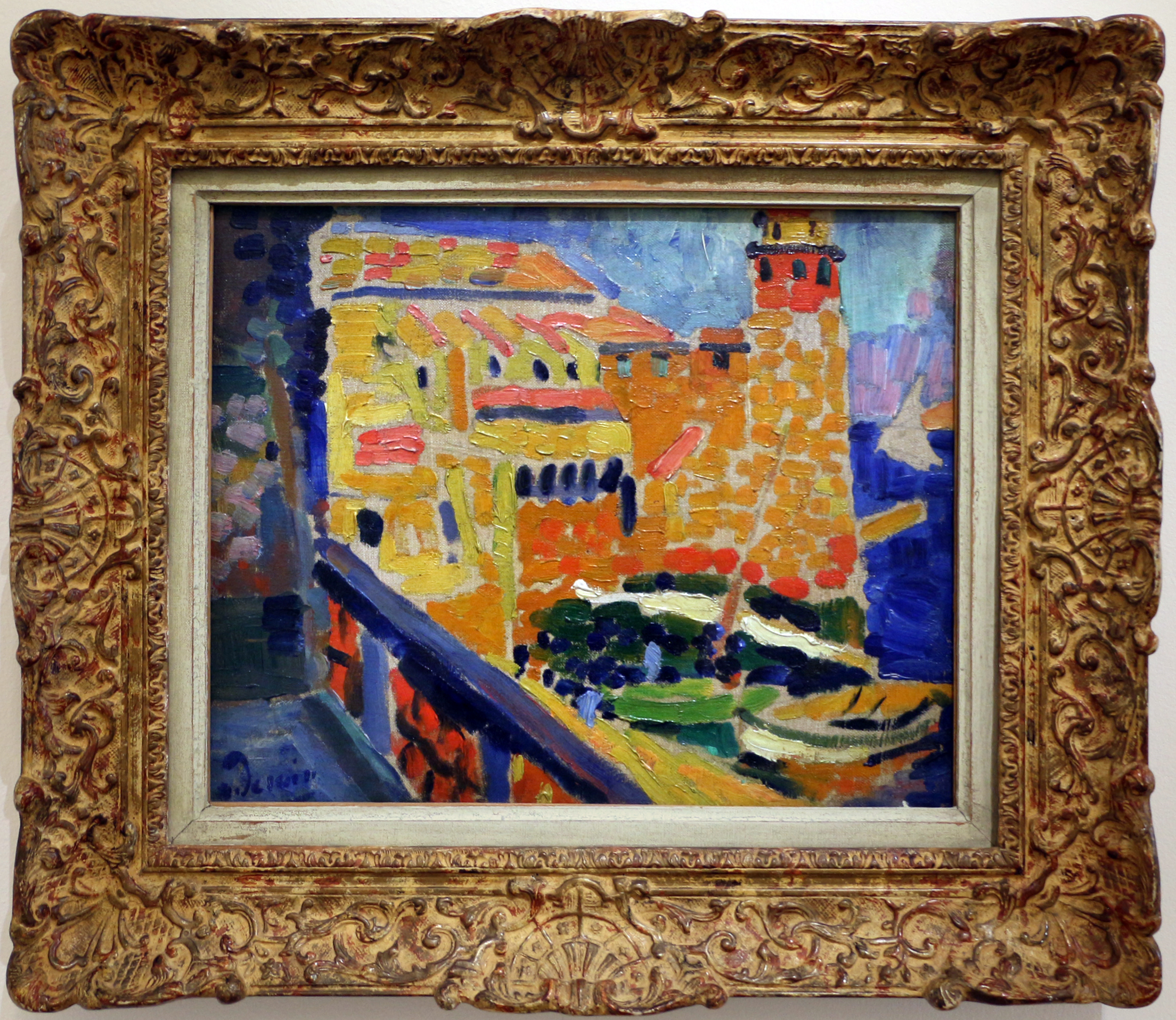
André Derain, Le phare de Collioure, 1905, Musée d'Art moderne de Paris.

### Héraldique et identité visuelle

#### Blason
| Blason de Collioure | Les armes de Collioure se blasonnent ainsi : D'azur au château d’or, ouvert et ajouré du champ, maçonné de sable, soutenu d’une mer d'argent ombrée aussi d'azur. La devise de la ville, "Cui Dominus Contulit Splendorem", signifie "Dieu lui donna la splendeur". C'est une citation tirée de la bible évoquant Judith. |

#### Logotype

Logo de 2002 à 2016.
Logo depuis janvier 2016.

### Culture populaire

#### Cinéma
Des scènes des films suivants ont été tournées à Collioure :
- Le Calvaire de Dona Pia d'Henry Krauss (1925) ;
- Et Satan conduit le bal de Grisha Dabat (1962) ;
- Le Petit Baigneur de Robert Dhéry (1968) ;
- Je suis heureux que ma mère soit vivante de Claude Miller (2009) ;
- Prends ta Rolls et va pointer de Richard Balducci (1981).

#### Télévision
- C'est pas sorcier - Paillotes et crustacés (2009)
- 40 degrés à l'ombre, divertissement estival, (1987 à 1997)
- Un livre, un jour (2001)
- La dernière barque, documentaire de François Bernadi fils, France 3 Corse (2013)
- Tramontane série télé de 5 épisodes, tournée en 1998 et diffusé sur TF1 en 1999
- Meurtres à Collioure, téléfilm de Bruno Garcia (2015)
- Mensonges, mini-série d'Alexandra Julhiet et Laurent Vignon (2021), d'après la série britannique Liar : la nuit du mensonge créée par Harry et Jack Williams.

#### Gastronomie
- Pinyata de Collioure

### Littérature
- René Barjavel, Jour de feu est une transposition de la cruxification de Jésus à Collioure dans les années 1950. Éditions Denoël, 1957
- François Darnaudet, Les ports ont tous la même eau, Perpignan, Mare nostrum, coll. « Polars catalans », 2007, 271 p. (ISBN 978-2-908476-55-2, BNF 41243169) : une partie du roman se déroule à Collioure.
- Nicole Yrle, Noce de lavande, éditions Cap Béar  (ISBN 9782350661032)
- Romain Arazm, La Pastorale retrouvée, coll. "Premier roman", Les Presses Littéraires, 2020, 498 p.  (ISBN 979-1031007090)

#### Musique
- Cotlliure serà sempre Cotlliure (Collioure sera toujours Collioure), chanson de Jordi Barre.
- La jolie sardane de Charles Trenet[81]

#### Peinture
- Parmi les peintres qui ont fréquenté Collioure, on trouve Henri Vergé-Sarrat, Jan Vakowskaï, ou encore Pierre Garcia-Fons qui a peint plusieurs toiles présentant le port de Collioure, notamment la série Collioures intemporels.

Une importante rétrospective en 1999, présentait de très nombreuses œuvres du peintre sculpteur Philippe Jamin, remplissant entièrement le Château royal.

#### Youtube
Dans un épisode du LP narratif - le dessous de la carte de la chaîne du bazar du grenier dans l'épisode 4 saison 2, Damas (célèbre ville au milieu de la jungle dans l'épisode) devient Collioure.
- Romain Arazm, A la lumière de Collioure, (45 min) MAZART production, YouTube, 2020. Une plongée immersive dans les liens qui unissent la cité catalane et les peintres d'hier et d'aujourd'hui.